# Guerra del Dombás
La guerra del Dombás, alternativamente, guerra del Donbás fue un conflicto armado que se desarrolló en Ucrania oriental del 6 de abril de 2014 al 24 de febrero de 2022, entre el gobierno de Ucrania y las fuerzas separatistas prorrusas del Dombás. Como parte de la guerra ruso-ucraniana, este conflicto ha pasado por diferentes etapas, la más reciente de las cuales evoluciona en el contexto de la ofensiva de Ucrania oriental dentro de la invasión rusa de Ucrania con la guerra de Dombás subsumida en ella.
El origen directo del conflicto se remonta al inicio de las protestas del Euromaidán en noviembre de 2013, cuando miles de manifestantes salieron a protestar a la plaza de la Independencia de Kiev, debido a la polarización en torno a la negativa del gobierno nacional a firmar el Acuerdo de Asociación entre Ucrania y la Unión Europea. En febrero de 2014, fue destituido el presidente Víktor Yanukóvich, pero en el este del país, región fronteriza con Rusia, numerosos manifestantes tomaron sedes de gobiernos proclamando de facto la independencia de diferentes localidades, lo que causó fuertes enfrentamientos armados entre europeístas, prorrusos y separatistas.
Las protestas prorrusas se intensificaron tras la anexión de Crimea a Rusia a mediados de marzo y el 7 de abril, un grupo de manifestantes proclamó la República Popular de Donetsk (RPD) en un edificio de la administración regional en la ciudad del mismo nombre. El 13 de abril, las autoridades de Kiev pusieron en marcha una operación especial en el este del país con la participación de las Fuerzas Armadas. El 17 del mismo mes, se celebró una reunión en Ginebra, Suiza, entre los jefes de la diplomacia de Ucrania, la Unión Europea, Estados Unidos y Rusia, siendo aprobado un documento con medidas para poner fin al conflicto. También se acordaron revisiones a la Constitución de Ucrania. Sin embargo, esto no fue aceptado por las milicias prorrusas.
La República Popular de Lugansk (RPL) fue proclamada el 28 de abril. Esta república se unió a la RPD en su lucha contra el gobierno de Ucrania. Así, para el 1 de mayo, hasta 16 ciudades y pueblos del este ucraniano se hallaban parcial o totalmente en manos de los grupos armados prorrusos, al día siguiente de que Ucrania reconociera públicamente que la situación en los oblasts de Donetsk y Lugansk escapaba a su control y las autoridades de Kiev pusieron en marcha una nueva operación especial con la participación de las Fuerzas Armadas en Sloviansk. Ello no impidió que dos días después se llevaran a cabo los referéndums sobre el estatus político de Donetsk y Lugansk, en los que el 89 % de los electores del óblast de Donetsk votó a favor de la independencia de la RPD y el 96 % de los votantes del óblast de Lugansk optó por separarse de Ucrania, porcentajes que coinciden con los pactados en una llamada telefónica filtrada entre los líderes separatistas de dichos óblasts. Ante la consolidación de un frente de combate, tras los sucesivos llamados de alto el fuego, los señores de la guerra ocuparon grandes extensiones de terreno en la zona prorrusa.
El Protocolo de Minsk fue un acuerdo para poner fin a la guerra en el este de Ucrania, firmado por representantes de Ucrania, la Federación Rusa, la República Popular de Donetsk y la República Popular de Lugansk el 5 de septiembre de 2014, bajo los auspicios de la Organización para la Seguridad y la Cooperación en Europa (OSCE). Sin embargo, el acuerdo no fue respetado por las distintas partes y no logró su objetivo de cesar todos los combates en el este de Ucrania.
Desde el inicio del conflicto, la Unión Europea y Estados Unidos han apoyado al gobierno de Ucrania alegando que Rusia es el único responsable de las tensiones separatistas. Por su parte, el Gobierno de Rusia ha condenado reiteradas veces las acciones del gobierno ucraniano. Se refiere a sus integrantes como «criminales» y califica falsamente los sucesos en Ucrania de genocidio. Ucrania acusó a Rusia de intervenir en el conflicto ayudando a los separatistas prorrusos, pero Rusia negó dichas acusaciones. Por parte de Rusia, los opositores al gobierno de Kiev y medios de comunicación como Bild denuncian participaciones de la Agencia Central de Inteligencia y de Academi - Greystone Limited apoyando con hombres y material de inteligencia a los militares de Kiev. Por su parte, la OTAN desplegó sus tropas en países cercanos a las fronteras rusas y ucranianas: Polonia, Rumania y los países bálticos.
Hasta el comienzo de la invasión rusa de Ucrania, el 24 de febrero de 2022, la guerra del Dombás había provocado más de 14 000 víctimas mortales entre civiles y combatientes de ambos bandos. Esta nueva fase del conflicto constituye el mayor ataque militar convencional en suelo europeo desde las guerras yugoslavas y ha generado miles de víctimas mortales, así como la mayor crisis de refugiados en el continente desde la Segunda Guerra Mundial, con más de cuatro millones de ucranianos que han abandonado el país y siete millones de desplazados internos.

## Antecedentes

### Euromaidán

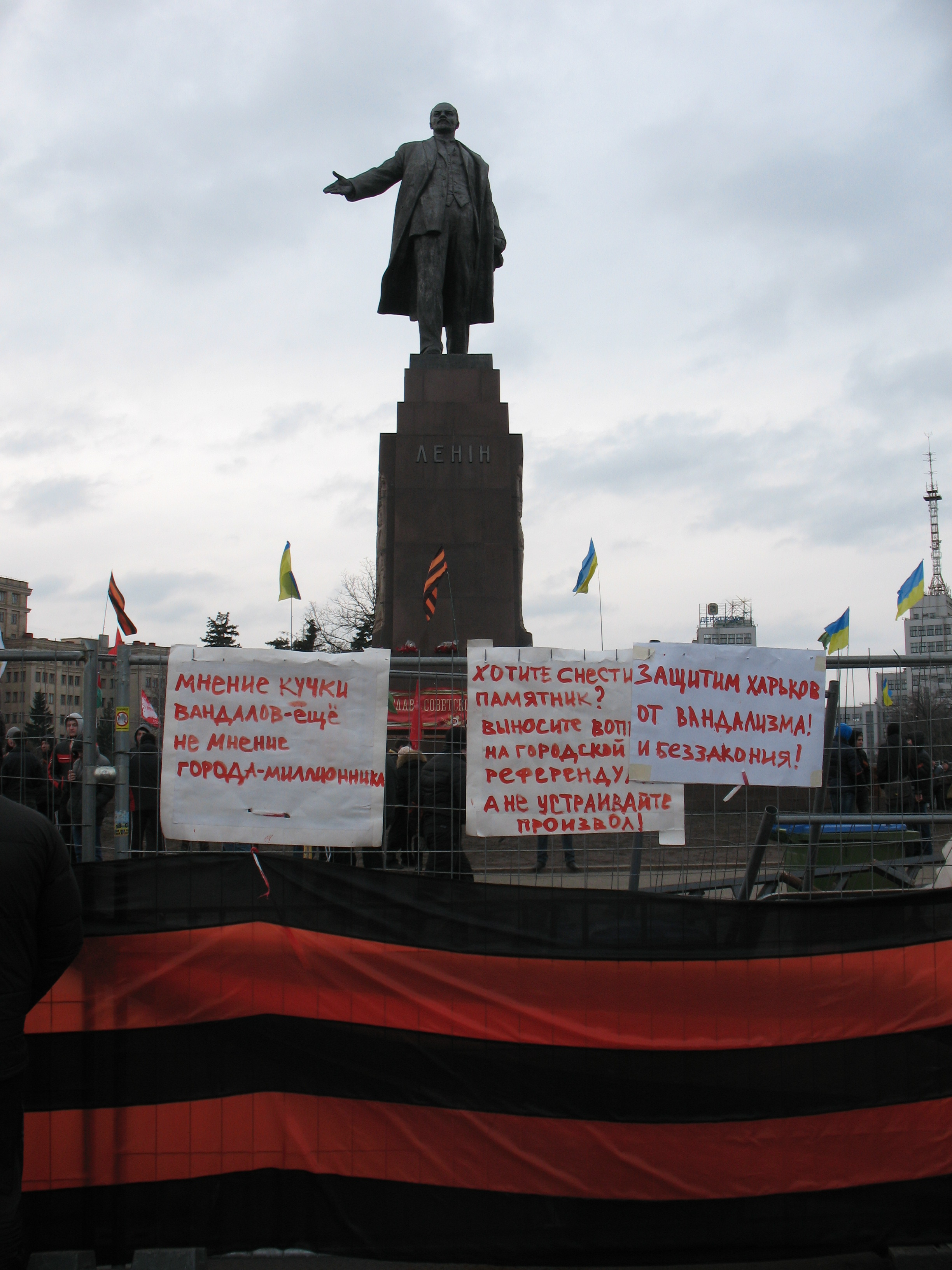
Mitin prorruso en Járkov el 23 de febrero. La cinta de San Jorge se convirtió en un símbolo de los separatistas.

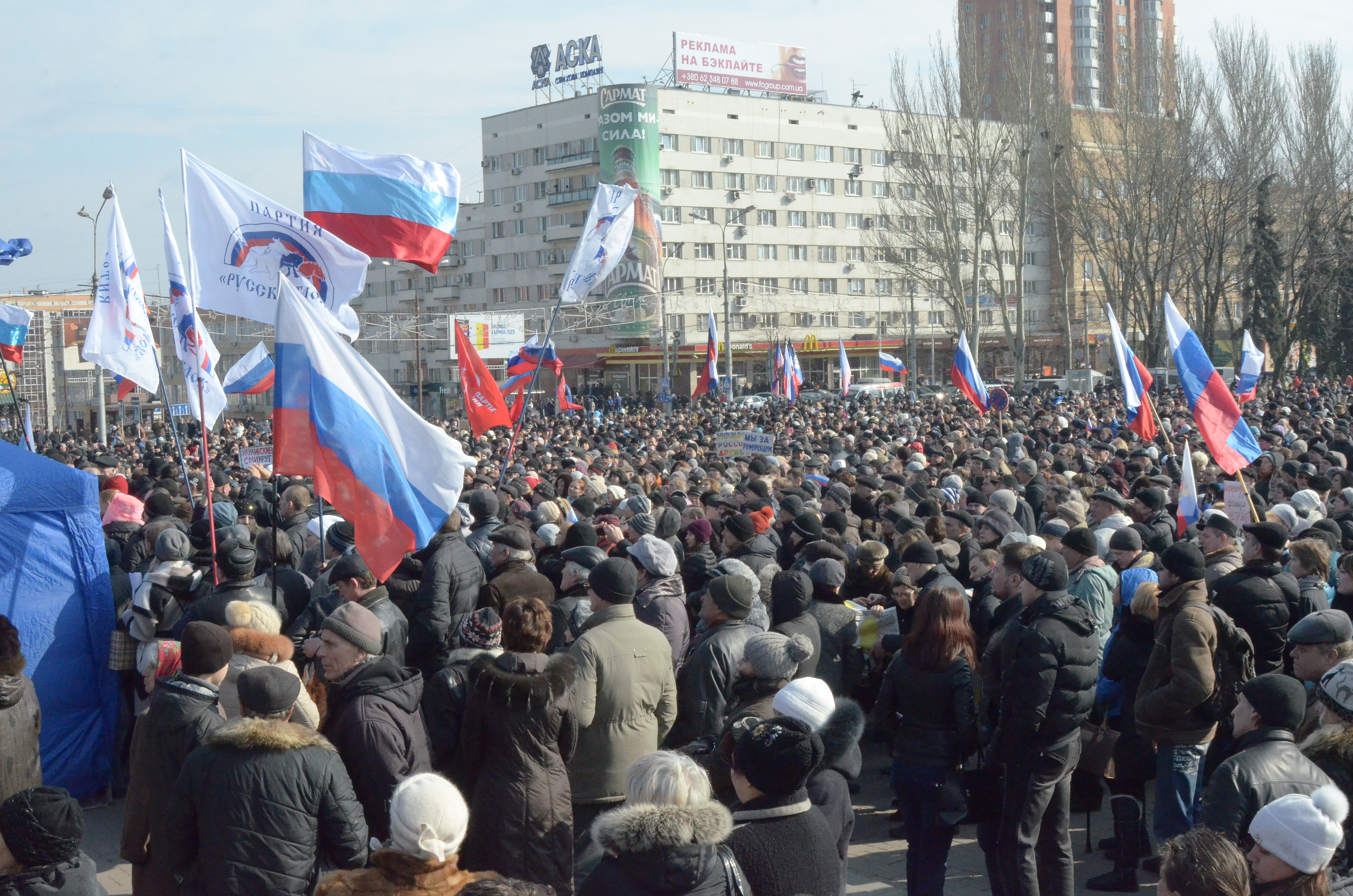
Manifestación prorrusa en Donetsk.

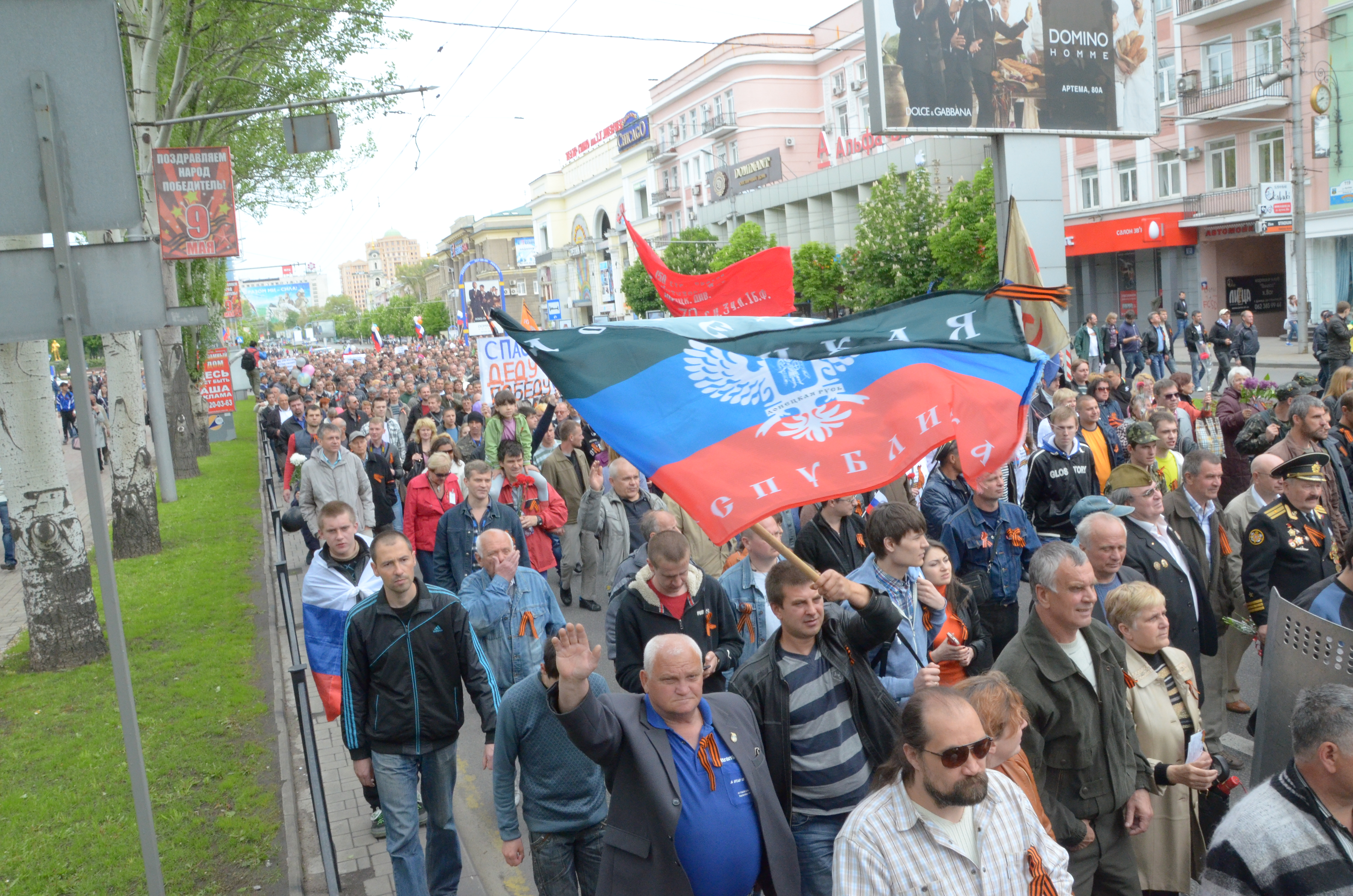
9 de mayo Día de la Victoria en Donetsk.

Se conoce como Euromaidán (en ucraniano, Євромайда́н, Yevromaidán; «Europlaza») a una serie de manifestaciones y disturbios heterogéneos iniciada el 21 de noviembre de 2013 con grandes protestas en la Plaza de la Independencia en Kiev. Las protestas, de índole europeísta, independentista y nacionalista, se desencadenaron a raíz de la repentina decisión del presidente Viktor Yanukóvich de suspender el Acuerdo de Asociación entre la Unión Europea y Ucrania y fortalecer sus lazos con Rusia. Tras aprobar, por abrumadora mayoría, el parlamento ucraniano la ratificación del Acuerdo con la UE, Rusia habría presionado a Kiev para que lo rechazara. Los manifestantes se opusieron a lo que consideraban corrupción gubernamental generalizada, abuso de poder y violaciones de los derechos humanos. La organización no gubernamental Transparencia Internacional denunció a Yanukóvich como el principal ejemplo de corrupción en el mundo. La violenta dispersión de los manifestantes el 30 de noviembre de 2013 provocó aún más indignación en la población. El Euromaidán precipitó la renuncia del presidente el 22 de febrero de 2014 y significó el origen de la guerra ruso-ucraniana.
Tras la huida del presidente de Ucrania Víktor Yanukóvich en dirección desconocida el 21 de febrero de 2014, la Rada Suprema destituyó del cargo a Yanukóvich por «el abandono de sus funciones constitucionales». El 23 de febrero de 2014, el jefe del grupo parlamentario del Partido de las Regiones que lideraba Yanukóvich, Oleksandr Yefrémov, responsabilizó a Yanukóvich del saqueo del país y del derramamiento de sangre.
Más adelante, el 29 de marzo de 2014, el Congreso del Partido de las Regiones expulsaría de sus filas a Yanukóvich, Mikola Azárov, Oleksandr Klimenko, Serhiy Arbúzov, Valeriy Konovalyuk y Andréi Syshatski por 333 votos a favor, 45 en contra y 28 abstenciones.
Los sucesos se habían desencadenado en Kiev la noche del 21 de noviembre de 2013, un día después de que el Gobierno de Ucrania hubiera suspendido in extremis la firma del Acuerdo de Asociación y el Acuerdo de Libre Comercio con la Unión Europea (UE).
Aunque el 30 de marzo de 2012, Yanukóvich y los líderes de la UE habían acordado un estatuto de asociación de Ucrania con la UE, la entrada en vigor se fue aplazando y las negociaciones quedaron estancadas durante un año, entre otras razones porque una de las exigencias europeas era la liberación de Yulia Timoshenko y Yuri Lutsenko, opositores al Gobierno. Ello no impidió que durante los meses previos al inicio de las protestas, Yanukóvich prometiera realizar las reformas necesarias para seguir adelante con las negociaciones.
Sin embargo, sorprendentemente, el Gobierno ucraniano, encabezado por Mikola Azárov, publicó el 21 de noviembre de 2013 una nota oficial en la que informaba que el proceso de preparación de la firma del acuerdo quedaba «suspendido». Las razones esgrimidas fueron la caída en la producción industrial y el mantenimiento de relaciones con los países de la Comunidad de Estados Independientes. Yanukóvich asistió a la cumbre de la UE los días 28 y 29, tal como estaba previsto antes de la suspensión unilateral, pero solo para declinar la última oferta europea, de 600 millones de euros, por considerarla «humillante». Por su parte, Azárov reprochó a la UE y al Fondo Monetario Internacional la falta del apoyo económico que hubiera compensado el «divorcio comercial» con Rusia, a la vez que admitía que había sido Moscú quien había conminado a Kiev a no sellar el pacto.
A partir del 21 de noviembre, se produjeron en la plaza de la Independencia (en ucraniano, Maidán Nezalézhnosti) de la capital varias concentraciones que exigían al gobierno retomar el diálogo con la UE. Las convocatorias lograron congregar a cientos de miles de personas, que asistieron a discursos diarios de líderes políticos opositores y de figuras destacadas de la cultura, tanto ucranianas como extranjeras. Entre sus impulsores se encontraban organizaciones sociales, la oposición política —incluidos grupos ultranacionalistas y de extrema derecha, Sector Derecho y Svoboda— y las Iglesias ucranianas —como la Iglesia ortodoxa ucraniana del Patriarcado de Kiev—, con excepción de la Iglesia ortodoxa ucraniana del Patriarcado de Moscú. En las manifestaciones también participaron representantes de minorías étnicas (rusos, chechenos, tártaros de Crimea, judíos, georgianos, armenios y otros) y ciudadanos de otros países (Polonia, Bielorrusia, Georgia, Rusia y otros).
Las protestas desembocaron en disturbios, que fueron creciendo en intensidad, al punto de que hubo días en que muchos manifestantes continuaban sus protestas toda la noche, lo que hacía imposible su desalojo del lugar por parte de las autoridades. El 16 de enero, la Rada Suprema ordenó penas contra los manifestantes, el bloqueo de edificios administrativos y la instalación de tiendas de campaña. Esto fue tomado por los manifestantes como un veto a su derecho de manifestarse y protestar. Desde entonces, las protestas provocaron una escalada de violencia en rechazo a las nuevas leyes. Como resultado, el 22 de enero las manifestaciones registraron cinco muertos.
Entre tanto, las protestas se fueron expandiendo a lo largo del centro y oeste del país, con algunos focos en el este, mayoritariamente rusófono. La exigencia no era solo el cambio económico hacia Europa, sino la sustitución total de gobierno, lo que llevó a la dimisión de Azárov el 28 de enero y a que el Parlamento reunido en asamblea extraordinaria derogara las polémicas leyes que limitaban los derechos de manifestación y reunión.
La noche del 19 y 20 de febrero, Yanukóvich y los principales líderes de la oposición (Vitali Klichkó, Arseni Yatseniuk y Oleh Tiagnibok) acordaron una tregua y la retirada de las barricadas colocadas anteriormente en la plaza de la capital para contener a las fuerzas policiales. El 21 de febrero —tras el llamado «Jueves Negro» (20 de febrero) en el que murieron más de 60 manifestantes—, se aprobó un acuerdo entre ambas partes para adelantar las elecciones, formar un gobierno de transición, volver a la Constitución de Ucrania de 2004 y frenar la violencia.
En la madrugada del 21 al 22 de febrero, Yanukóvich, sin informar al parlamento, abandonó su lujosa residencia de Mezhyhirya, en las afueras de la capital, y desapareció en dirección desconocida —según declararía más adelante, lo hizo al temer por su vida y la de su familia—. Yanukóvich no firmó la reintroducción de la Constitución de 2004 que acordó ratificar en menos de 48 en el acuerdo previo antes de desaparecer. En la mañana del 22 de febrero, la Rada Suprema lo destituyó de su cargo por «abandono de sus funciones constitucionales» y tomó el control del país, votando, por mayoría constitucional, la vuelta a la Constitución de 2004, acordada el día anterior.

## Desarrollo

### Primera fase de la guerra ruso-ucraniana

#### Protestas prorrusas

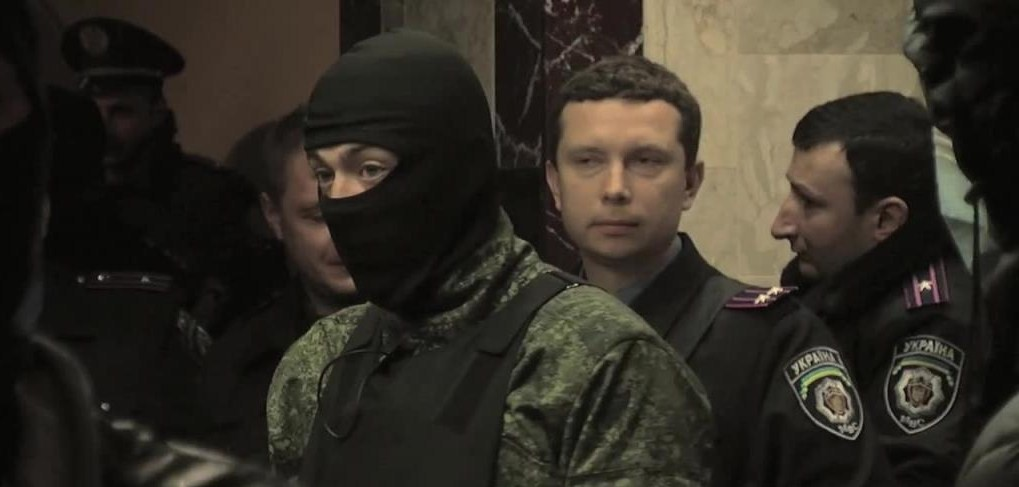
Fuerzas especiales rusas sin identificar (hombres verdes) en un edificio público ocupado.

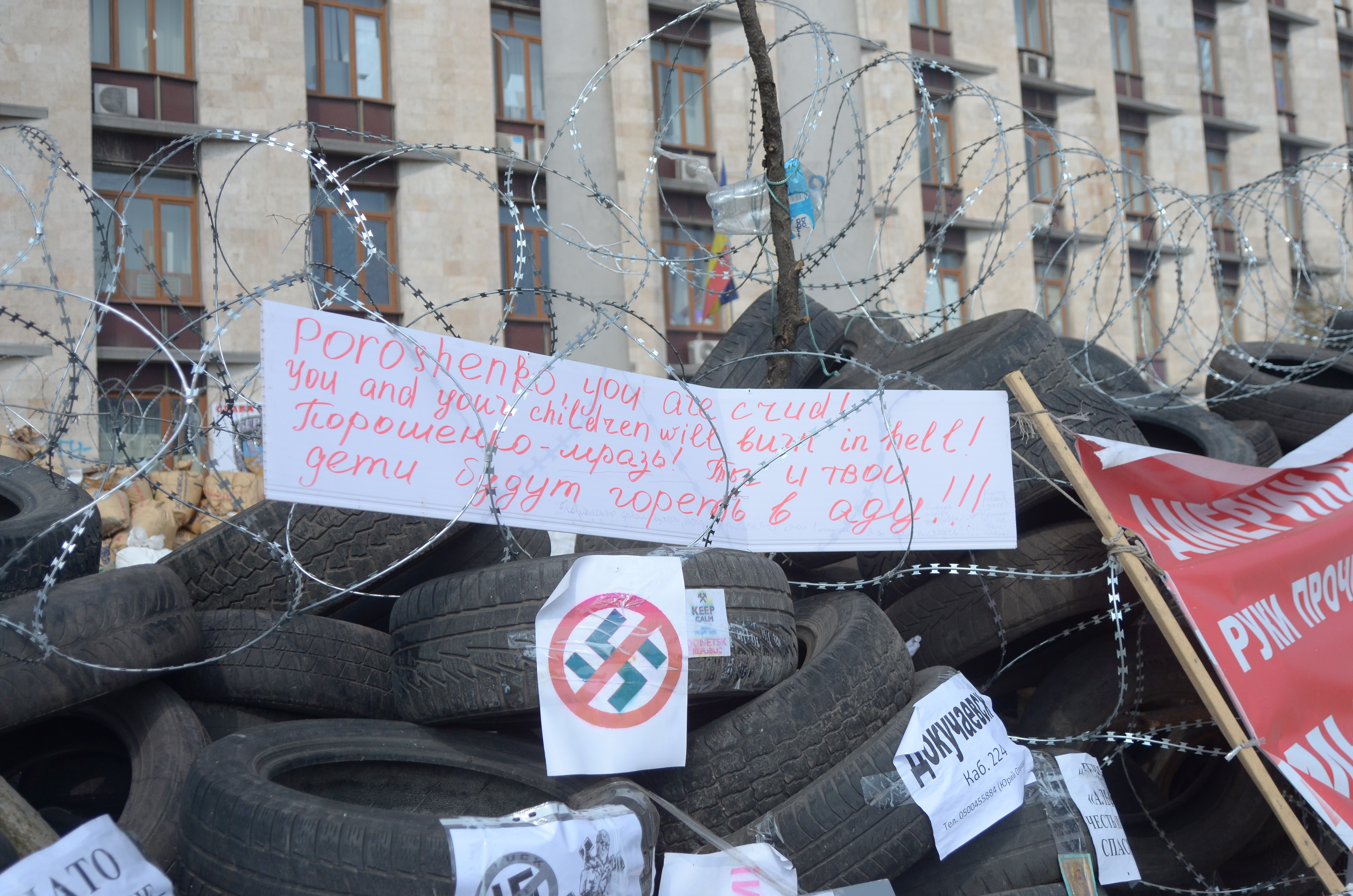
Barricadas en la ciudad de Donetsk el 15 de abril.

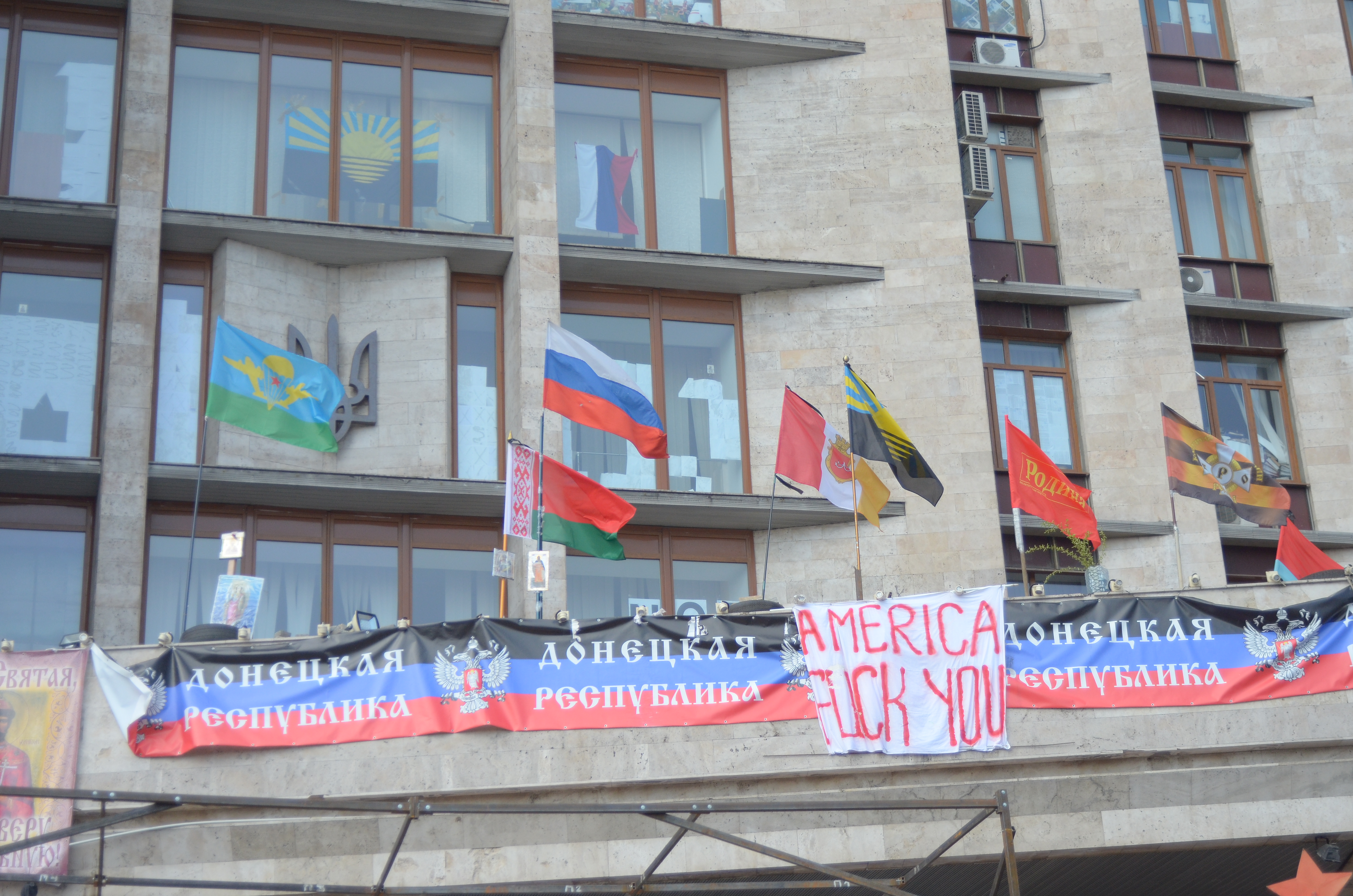
Pancartas en un edificio ocupado por prorrusos en Donetsk el 15 de abril.

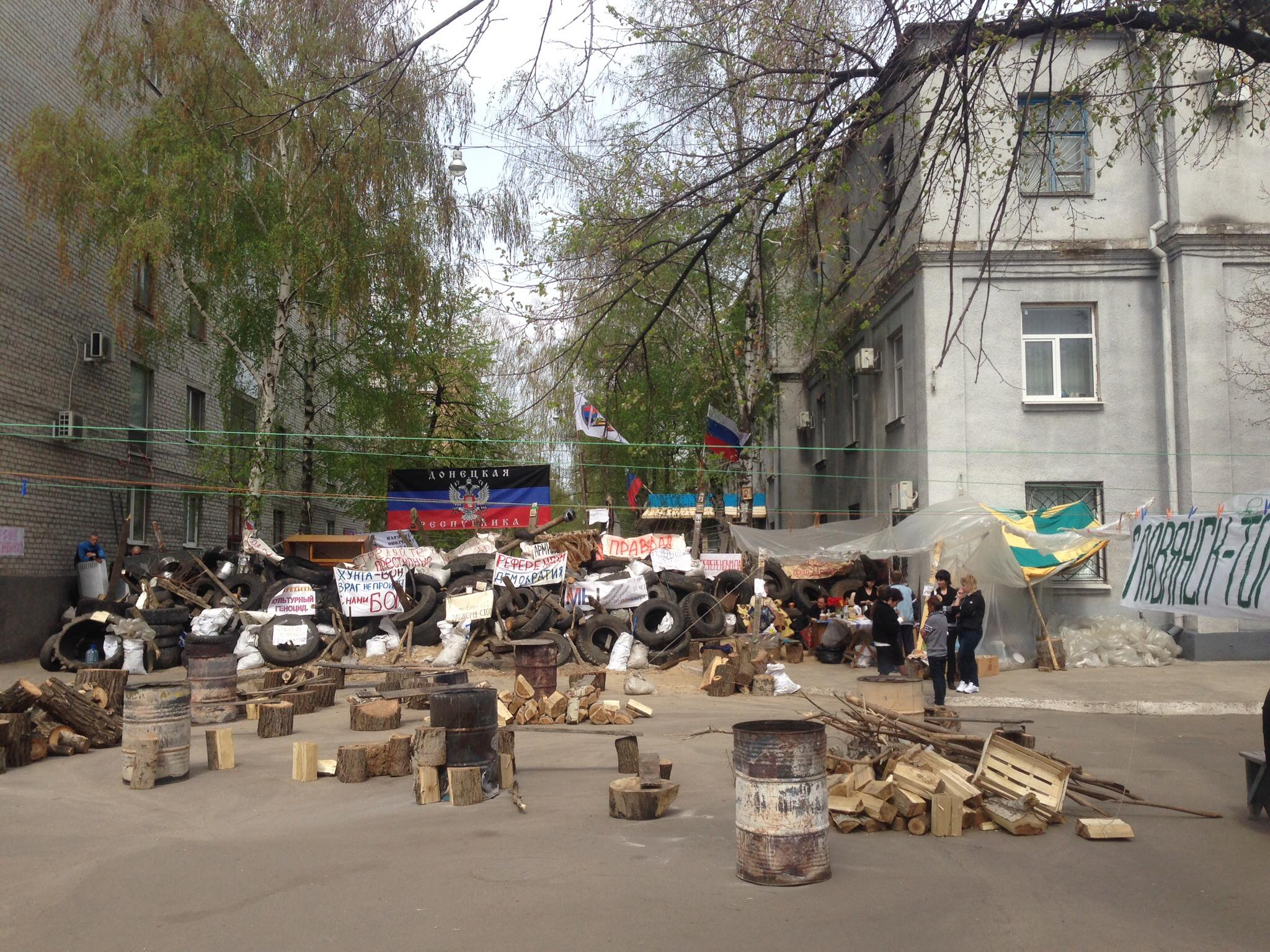
Barricada en Sloviansk.

El 6 de abril miles de personas se congregaron en varias ciudades ucranianas en protesta contra el Gobierno interino de Kiev. En Donetsk, los manifestantes rompieron el cordón policial, asaltaron un edificio de la administración regional y retiraron la bandera ucraniana, colocando en su lugar una bandera rusa. En esta ciudad, cerca de 2000 personas se habían congregado en la plaza de Lenin con banderas rusas y pancartas antigubernamentales pidiendo la federalización de Ucrania y estatus de oficialidad del idioma ruso. En el mismo sentido, en la plaza de la Libertad de Járkov, los manifestantes —algunos llevaban banderas rusas— pidieron la celebración de un referéndum sobre la federalización. También ocurrieron protestas en Odesa (donde se armaron barricadas), Mykoláiv y Lugansk. En esta última ciudad un asalto a la Dirección provincial del Servicio de Seguridad dejó ocho heridos.
El 7 de abril, un grupo de manifestantes proclamó por unanimidad la República Popular de Donetsk (RPD) durante una reunión celebrada en la sede de la Administración regional. Los secesionistas establecieron su territorio dentro de los límites de la región de Donetsk y se decidieron la creación de un Consejo Popular, a la vez que convinieron celebrar un referéndum antes del 11 de mayo. Por su parte, el gobierno de Estados Unidos declaró que su país no reconocería ni la república ni los resultados de referéndum. La nueva república también pidió a Rusia que defendiera de los «embates criminales» de Ucrania al pueblo ruso residente.
El 7 de abril, un grupo de diputados regionales de Járkov asumió el control de las instituciones gubernamentales y proclamó la República Popular de Járkov (RPJ) anunciando que se preveía la realización de un referéndum. Según los manifestantes, la república se convertiría en un Estado soberano, que establecería «relaciones con otros Estados de acuerdo con el derecho internacional». Además se dirigieron al depuesto presidente de Ucrania, Víktor Yanukóvich, para lograr la legalización de la iniciativa, a la vez que pidieron al gobierno ruso su intermediación como garante en el referéndum. Entre tanto, el gobierno ucraniano lanzó una operación para desalojar el edificio del Gobierno regional de Járkov tomado por activistas prorrusos y, por la noche, un grupo de manifestantes incendió la sede de la Administración de regional.
El 7 de abril fue presentado en la Rada Suprema un proyecto de ley sobre la imposición del estado de emergencia —solo en las regiones de Lugansk, Donetsk y Járkov—, mientras que el gobierno ucraniano enviaba militares a las zonas en conflicto tras acusar a Rusia de poner en marcha «un plan para desmembrar Ucrania». Por su parte, el presidente interino Oleksandr Turchínov, dijo que Rusia intentaba crear en el este del país un «escenario crimeo» y advirtió que el Gobierno prepara operaciones antiterroristas contra los manifestantes. Al día siguiente un grupo de manifestantes irrumpió en la oficina de la Fiscalía regional en Leópolis, mientras la Administración regional de Dnipró firmó un acuerdo de cooperación con los activistas prorrusos quienes se comprometieron a abstenerse de la incitación al separatismo.
Por su parte, los separatistas de Donetsk votaron decidiendo establecer lazos con Rusia, Kazajistán, Bielorrusia y las instituciones internacionales como las Naciones Unidas para romper con Ucrania. Las autoridades regionales de Donetsk (designadas en Kiev) anunciaron que estaban dispuestas a celebrar un referéndum sobre el estatus de la región, con la condición de que se liberara el edificio de la administración, mientras las autoridades de la ciudad de Zaporizhia construyeron barricadas en las entradas de su ciudad para evitar a los manifestantes rusos y prorrusos.

#### Escalada de los enfrentamientos

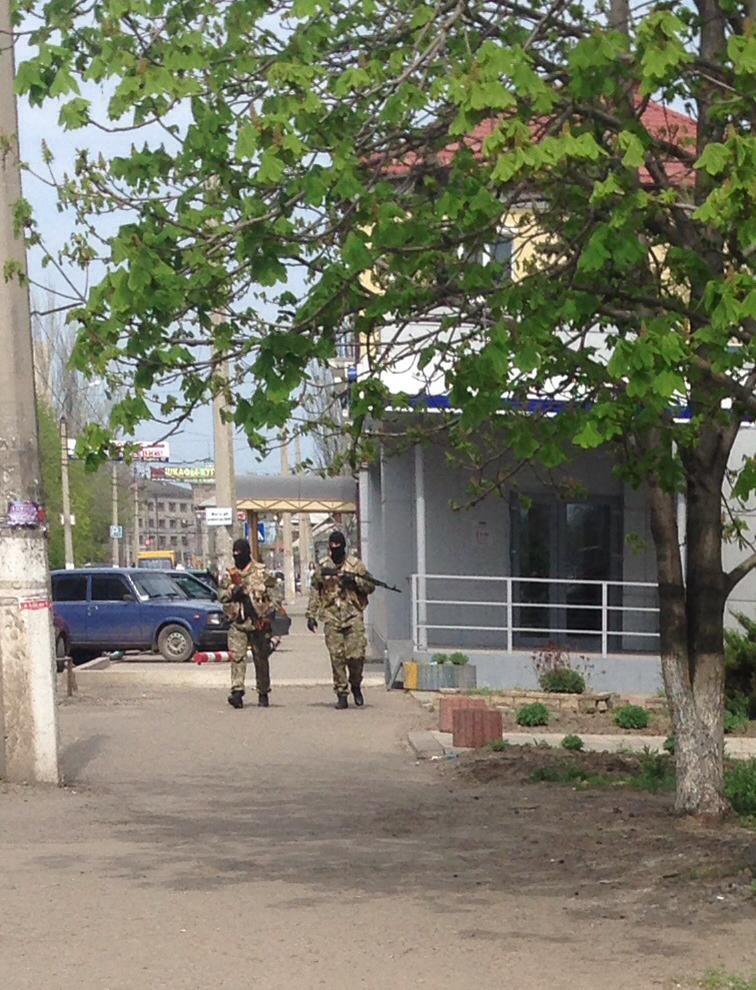
Milicianos patrullan las calles de Sloviansk.

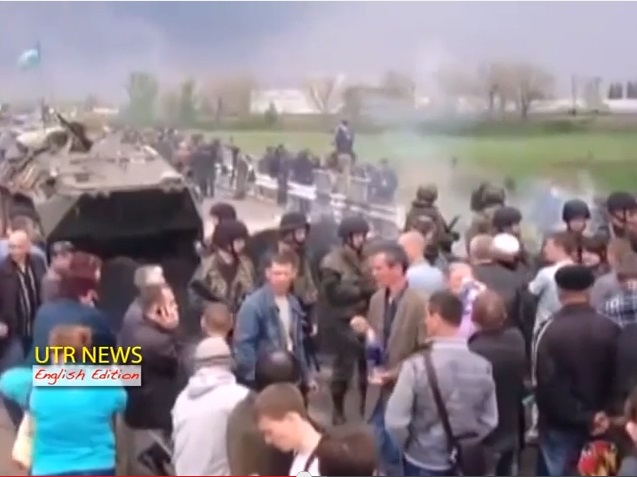
Sloviansk, abril de 2014.

Las hostilidades de la guerra del Dombás comenzaron el 12 de abril de 2014, con la toma de las ciudades ucranianas de Slóviansk, Kramatorsk y Druzhkivka por parte de las milicias separatistas prorrusas lideradas por oficiales de los servicios especiales rusos, donde saboteadores provenientes de Rusia armaron a los colaboradores locales con armas incautadas del Ministerio del Interior de Ucrania y los reclutaron en sus filas.
Tras un intento fallido llevado a cabo el 12 de abril, la sede de la policía de Jórlivka fue atacada con éxito por activistas el 14 de abril. Algunos de los miembros de la unidad de la policía local se pasaron a la República Popular el mismo día mientras que los demás oficiales finalmente se retiraron. Los manifestantes ondearon banderas rusas y de la República Popular luego de tomar el edificio. Ese mismo día, activistas prorrusos tomaron el control de otros edificios gubernamentales en ciudades como Mariúpol, Yenákiyeve, Makíivka y Zhdánivka, entre otras. En Artémivsk, los separatistas no pudieron capturar la estación de policía, pero entraron en el edificio del ayuntamiento y levantaron la bandera de la República Popular de Donetsk desde el techo del edificio.
El 16 de abril, hombres armados prorrusos irrumpieron en el ayuntamiento de Donetsk. Los asaltantes permitieron a los empleados municipales abandonar el edificio y el alcalde afirmó que los separatistas pedían un referéndum sobre el estatus de la región del Dombás. Al día siguiente, en Mariúpol ocurrieron enfrentamientos entre prorrusos y militares ucranianos, que dejaron como saldo tres fallecidos y 13 heridos del lado de los activistas. Esto ocurrió tras un asalto perpetrado por un grupo de 300 personas contra un cuartel de la Guardia Nacional. Se informó que los militares abrieron fuego en respuesta a los cócteles molotov y disparos contra los guardias y que 63 personas fueron detenidas.
El 20 de abril, un puesto de control de la milicia prorrusa de Bylbasivka, un pueblo a las afueras de Sloviansk fue atacado por hombres armados no identificados. La milicia del pueblo sufrió tres bajas, aunque logró repeler el ataque. El "alcalde" de Sloviansk (proclamado por la milicia prorrusa) y el Ministerio de Relaciones Exteriores ruso culparon al grupo Sector Derecho por el ataque en Bylbasivka, mientras que un portavoz del grupo afirmó que las fuerzas especiales rusas fueron responsables de los hechos.
Kramatorsk
El 14 de abril, un tiroteo con la policía se produjo cuando los separatistas atacaron la estación de policía de Kramatorsk antes de capturarla. Miembros de la milicia arrancaron la señal de la estación y levantaron la bandera de la organización República de Donetsk. Los hombres armados luego dieron un ultimátum de que si el lunes el alcalde de la ciudad y sus subordinados no se pasaban al lado de la República Popular, entonces tomaban el comité ejecutivo. Otros activistas habían entrado en el edificio del ayuntamiento. Fuera de la ciudad, los separatistas establecieron un puesto de control de carretera cerca de un campo de aviación militar local.

##### Los acuerdos de Ginebra y su inclumplimiento
El 17 de abril de 2014, se llevó a cabo una reunión en Ginebra, Suiza, entre los jefes de la diplomacia de la Unión Europea, Estados Unidos y Rusia (Catherine Ashton, John Kerry y Serguéi Lavrov, respectivamente) para consultar al ministro de Asuntos Exteriores ucraniano en funciones, Andréi Deshitsa, sobre la crisis en su país. Allí aprobaron un documento con varias medidas para arreglar la situación en Ucrania que supuso la amnistía a los manifestantes quienes no hayan cometido crímenes graves y estipulaba el desarme de todos los grupos armados (propiciados por el gobierno ruso) y la devolución de los edificios ocupados ilegalmente a sus legítimos propietarios. Las partes también acordaron que la Constitución de Ucrania debía ser revisada en un proceso «inclusivo, transparente y responsable» que consagrara la organización federal del país y el respeto a las minorías. Las milicias prorrusas se negaron a cumplir el acuerdo. Denis Pushilin, el jefe de la autoproclamada República de Donetsk, afirmó que ellos no habían participado en las conversaciones de Ginebra y señaló que Lavrov firmó el acuerdo en nombre de Rusia y no representaba a los habitantes de Donetsk. Declaró que el gobierno de Kiev era ilegítimo y que no abandonarían su posición hasta que la Rada Suprema se disolviera.

#### Batalla de Mariúpol
El 9 de mayo, el día de la celebración de la victoria sobre la Alemania nazi, se presentó un asalto del ejército de Kiev contra las fuerzas prorrusas en los cuarteles de la policía de Mariúpol y en el edificio local del Ministerio del Interior. Los enfrentamientos empezaron cuando 60 separatistas armados con armas automáticas consiguieron capturar la comisaría de policía. Según los testigos, algunos policías locales ayudaron a los separatistas durante la toma de control y se enfrentaron con las tropas internas que respondieron a la captura disparando contra el edificio con ametralladoras montadas en transportes blindados de personal. Entonces el contingente ucraniano fue reforzado por la policía, así como por una unidad Omega de la Guardia Nacional. Según los habitantes, el Ejército disparó contra civiles desarmados que protestaban contra ellos en la calle, como muestran varios vídeos en la red.
Las fuerzas de seguridad usaron armas como lanzagranadas y prendieron fuego al edificio con el objetivo de expulsar a los rebeldes. El jefe de policía de Mariúpol fue capturado por las fuerzas prorrusas durante el tiroteo en la comisaría y sus secuestradores escaparon con él en el maletero de un todoterreno que habían robado tras apuñalar al conductor. Un transporte blindado de personal fue capturado por manifestantes prorrusos, y tras los enfrentamientos construyeron barricadas en el centro de la ciudad.
El Ministro del Interior, Arsén Avákov, aseguró que un francotirador separatista había disparado desde los pisos superiores de un hospital contra soldados y civiles ucranianos. Los habitantes locales disputaron la afirmación de Kiev de que iban armados, e insistieron en que las fuerzas gubernamentales habían asesinado a policías simpatizantes con los manifestantes y a ciudadanos normales. Las autoridades de Kiev llamaron a los involucrados en los enfrentamientos "terroristas". El Jefe de la Policía de Tráfico de la ciudad murió en los combates y el Jefe de Policía fue capturado por fuerzas prorrusas —el 12 de mayo fue liberado con una lesión cerebral, una contusión cerebral y varias costillas rotas—. Más tarde se confirmó que dos miembros de Defensa Territorial habían muerto también. Uno era el Vicecomandante del Batallón de Defensa Territorial para el óblast de Dnipropetrovsk, muerto por fuego de francotirador. Otros medios indicaron que murieron por lo menos 4 defensores de la ciudad y un militar ucraniano, y que 40 civiles de Mariúpol fueron heridos.
Tras los combates, el Ejército disparó a civiles desarmados durante su retirada. Según otras fuentes, los soldados recibieron disparos desde la multitud por un hombre armado que usó luego un civil como escudo humano y que terminó como víctima. Por la noche, el edificio del ayuntamiento de la ciudad fue incendiado y tres tiendas de armas saqueadas. El día siguiente, los rebeldes prendieron fuego al vehículo armado capturado, provocando la explosión de la munición interior. Varias personas lanzaron también cócteles molotov a la oficina de la fiscalía de la ciudad y a una instalación militar, incendiándolas. A partir de entonces, la empresa Metinvest formó  grupos de milicias de ámbito urbano a partir de trabajadores siderúrgicos locales que trabajaron junto a la policía.

#### Referéndums independentistas y proclamación del Estado de Nueva Rusia
Hacia el 10 de mayo, se confirmó la ausencia de observadores internacionales. El referéndum sobre el estatus político de Lugansk, fue anunciado para el 11 de mayo de 2014, en el que los electores decidieron sobre la proclamación de la «independencia estatal» de esta región de Ucrania, en el contexto de las protestas prorrusas en el sudeste del país. Ese mismo día, la autoproclamada República Popular de Donetsk también celebró un referéndum sobre su autonomía.
Encuestas iniciales realizadas por varios medios de comunicación internacionales mostraron una mayoría de votos a favor de la autonomía. En ausencia de observadores internacionales es imposible corroborar el resultado; sin embargo, en la noche del 11 de mayo, la autoproclamada comisión electoral dio a conocer los resultados finales: con una participación del 74,87 %, un 89,07 % votó al «Sí», a favor de la independencia de la República Popular de Donetsk, y un 10,19 % al «No». Un 96,2 % votó al «Sí», a favor de la independencia de la República Popular de Lugansk.
El Servicio de Seguridad de Ucrania (SBU) publicó una grabación de audio el 5 de mayo, la cual era una llamada telefónica entre el líder separatista de Donetsk llamado Dima Boitsov y el líder del grupo paramilitar de extrema derecha Unidad Nacional Rusa, Aleksandr Barkashov. En la grabación, Boitsov dijo que quería posponer el referéndum debido a la incapacidad de la RPD para controlar toda la óblast de Donetsk. Barkashov dijo que había hablado con Putin e insistió en que Boitsov celebrara el referéndum sin importar las preocupaciones del líder separatista. Sugirió que Boitsov registrara los resultados como un 89 % a favor de la autonomía. Los separatistas se apresuraron a calificar grabación como falsa. Sin embargo, el 89 % mencionado en la llamada telefónica coincide exactamente con el resultado del referéndum, que tuvo lugar el 11 de mayo de 2014, es decir, varios días después de que se publicara la grabación.
Un contra referéndum realizado por el gobierno ucraniano en las zonas del Dombás que controlaba mostró cómo alrededor del 90% de los encuestados prefería permanecer en Ucrania.
El periódico suizo Tages-Anzeiger informó que los votantes podían votar tantas veces como quisieran. Funcionarios del Ministerio de Asuntos Internos calificaron la votación de farsa y dijeron que poco más del 32 % de los votantes registrados en la óblast de Donetsk participaron en la votación.
Según Andréi Buzin, copresidente de la Asociación GOLOS, hubo irregularidades significativas en la organización y realización del referéndum.
Una encuesta de 2019 realizada en las zonas del Dombás de ocupación separatista mostró que alrededor del 55% de los ciudadanos deseaban regresar a Ucrania.
El referéndum comenzó temprano el 10 de mayo en Mariúpol, por la posibilidad de que las fuerzas de seguridad ucranianas regresaran tras los incidentes del 9 de mayo. Otras localidades también reportaron la votación anticipada en algunas áreas.
En la ciudad de Krasnoarmiisk un comando de la Guardia nacional de Ucrania detuvo la votación en un colegio electoral y disparó ráfagas de fusil contra los ciudadanos desarmados, matando a uno de ellos; los vecinos acudieron de forma masiva al puesto de votación para defenderlo. El presidente de la Comisión Electoral dijo que no podía establecer comunicación con dos puntos electorales en la ciudad de Krasni Limán, donde se reportaban combates entre activistas y militares ucranianos. Serguéi Pashinski, jefe interino de la administración del presidente de Ucrania, declaró que el operativo policial en las ciudades de Sloviansk, Krasni Limán y Kramatorsk y en sus alrededores se encuentra en «su fase final». Por seguridad, los colegios electorales en Mariúpol fueron cerrados temprano. El pueblo de Andríivka, localizado en las cercanías de Sloviansk sufrió ataques de artillería del ejército ucraniano tanto antes como después de la votación, fueron destruidas algunas edificaciones y coches.
El Partido Nueva Rusia (PNR), fundado el 13 de mayo de 2014 en Donetsk, declaró en su I Congreso del 22 de mayo la formación de un nuevo Estado autodeclarado llamado Nueva Rusia, inspirado en la región histórica homónima. Pocos días antes, el 16 de mayo el ciudadano ruso Aleksandr Borodái se autoproclamó primer ministro de Donetsk. Asistieron al primer congreso del PNR desertores de las fuerzas ucranianas de la República Popular de Donetsk (RPD), la milicia de Donbás así como también el autoproclamado líder de la república de Donetsk, Pável Gúbarev, el líder del partido Eurasia Aleksandr Duguin, al que se ha prohibido la entrada en diversos países, y Valeri Korovin.

#### Combates posteriores al referéndum

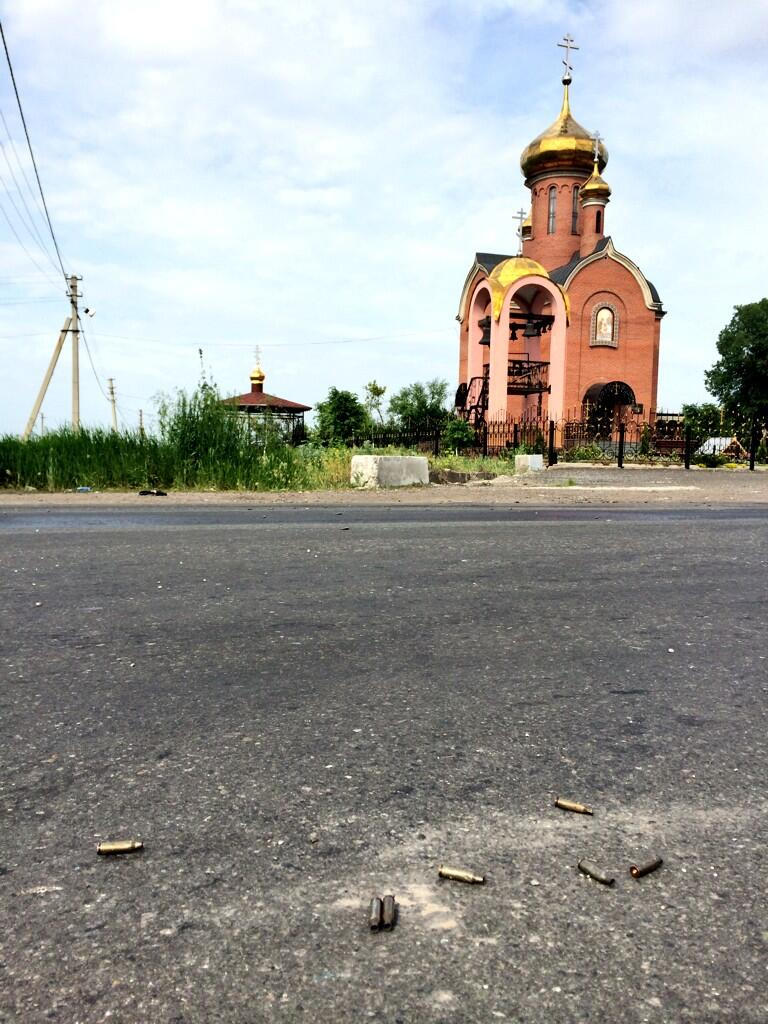
Kárlivka, 23 de mayo de 2014, tras los enfrentamientos.

El 20 de mayo, la Rada Suprema de Ucrania aprobó un memorando que determinaba que «junto con el estatus constitucional del idioma ucraniano como lengua estatal, Ucrania garantizará el estatus del idioma ruso, así como de otros idiomas regionales y minoritarios». También se comprometía a aprobar una ley de amnistía en favor de quienes depusieran las armas, aunque condicionó el repliegue militares en las regiones del este, al desarme de las milicias. No obstante, la noche del 21 de mayo se desencadenó una ofensiva de las FAU en la región de Lugansk y los líderes de la República Popular de Lugansk (RPL) declararon la ley marcial el 22 de mayo.

#### Alto el fuego fallido

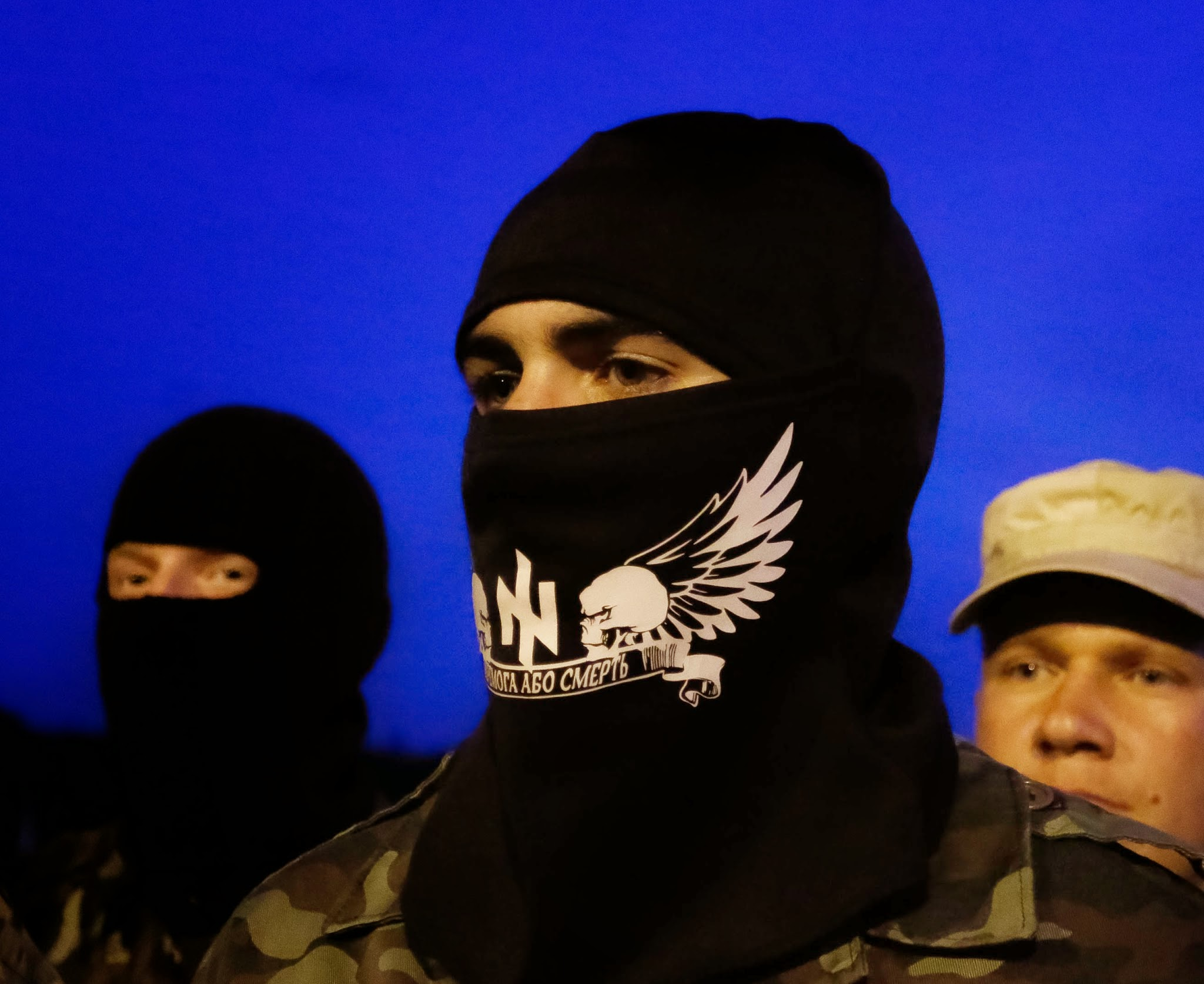
El batallón "Sich", Guardia Nacional de Ucrania en julio.

El 20 de junio, Petró Poroshenko anunció que las tropas ucranianas observarían un alto el fuego por 7 días, después del cual los separatistas que no depusieran las armas serían «eliminados». La tregua se vio interrumpida varias veces, por ejemplo el 23 de junio cuando la artillería del ejército ucraniano bombardeó la ciudad de Privílnie, por el derribo el 24 de junio cerca de Sloviansk de un helicóptero Mi-8 ucraniano y por repetidos incidentes con intercambios de disparos en las localidades de Sloviansk y Snizhne, con un saldo total de 11 muertos.
El 1 de julio el presidente de la Rada Oleksandr Turchínov, declaró que por decisión Poroshenko dado a múltiples ataques de las posiciones del ejército ucraniano por los insurgentes, se dio por terminada la tregua que rigió entre el 20 y el 30 de junio. Las tropas ucranianas atacaron en Donetsk, en la cercana localidad de Kárlivka, así como también a Lugansk y al puesto fronterizo de Izvarine. Al día siguiente, el Ejército ucraniano cercó por completo la ciudad de Sloviansk, al cortar las vías entre esa ciudad y Mykoláivka, la última conexión que le quedaba a Sloviansk. Las tropas ucranianas acumularon vehículos blindados, morteros y obuses autopropulsados y lanzacohetes Grad en los alrededores de la ciudad, que fue sobrevolada por un avión An-30. Según la alcaldía de Sloviansk se registraron ataques aéreos y las milicias derribaron el mismo día un avión de combate Su-25 y un helicóptero de combate de Ucrania y destruyeron cuatro vehículos blindados.
El 16 de julio, las tropas ucranianas se replegaron y se retiraron de sus posiciones en Oleksándrivka, cerca de Lugansk y en los alrededores de Snizhné. El día siguiente, las milicias de la región de Donetsk tomaron la localidad fronteriza de Marínivka, y las tropas ucranianas se retiraron de sus posiciones en Sabivka, Govoruja y Gueorguivka cerca de Lugansk y de los alrededores de Rozkishne.

#### Tragedia del vuelo MH17
El vuelo 17 de Malaysia Airlines (MH17/MAS17) del 17 de julio de 2014 y con código compartido con la aerolínea KLM Royal Dutch Airlines —KL4103/KLM4103— fue un vuelo internacional regular de pasajeros operado por un avión Boeing 777-200ER. Partió del aeropuerto de Ámsterdam-Schiphol (Países Bajos) a las 12:14 (CEST) hacia el aeropuerto Internacional de Kuala Lumpur (Malasia) con 283 pasajeros y 15 miembros de la tripulación. En el marco de la guerra del Dombás, el avión fue derribado por la defensa antiaérea rusa en la villa de Grábovo, en el raión ucraniano de Shajtarsk, en el óblast de Donetsk, a 40 kilómetros de la frontera con Rusia. El contacto se habría perdido a las 16:15 (hora local).
La responsabilidad de la investigación fue delegada a la Junta de Seguridad Holandesa (DSB) y al equipo de investigación conjunto (JIT) liderado por los Países Bajos, que en 2016 informó que el avión había sido derribado por un misil tierra-aire Buk lanzado desde territorio controlado por los separatistas prorrusos en Ucrania. El JIT descubrió que el Buk provenía de la 53.ª Brigada de Misiles Antiaéreos de la Federación Rusa y había sido transportado desde Rusia el día del accidente, disparado desde un campo en un área controlada por los rebeldes y que el sistema de lanzamiento regresó a Rusia posteriormente. El 17 de noviembre de 2022, la justicia holandesa condenó a cadena perpetua a los acusados de perpetrar el derribo, los ciudadanos rusos Serguéi Dubinski e Ígor Guirkin, y al ucraniano Leonid Járchenko. El cuarto encausado, Oleg Pulátov, también de nacionalidad rusa, fue absuelto.
El día de la tragedia, el presidente estadounidense Barack Obama (aliado del gobierno ucraniano), dijo que había «evidencia» de la responsabilidad de los rebeldes prorrusos, y funcionarios de inteligencia de su país dijeron que un misil tierra-aire había sido el causante del accidente. Desde Países Bajos, también culparon a un misil lanzado por milicianos prorrusos, quienes por su parte aseguraron no poseer armas capaces de destruir el avión. Asimismo, el Gobierno ucraniano responsabilizó también al Gobierno ruso y viceversa. El gobierno ruso negó estar involucrado en el derribo, y su versión ha sido cambiante y contradictoria con el tiempo.
Fue el segundo incidente de la línea aérea en menos de cinco meses, a raíz de la desaparición del vuelo 370 a principios de marzo de 2014. Con 283 pasajeros y 15 tripulantes fallecidos, se trata del mayor accidente de la aerolínea, superando al vuelo 370, en el que fallecieron 227 pasajeros y 12 tripulantes. Entre los pasajeros fallecidos se encontraba un grupo de investigadores del sida que iban a asistir a una conferencia internacional en Australia.

#### Ofensiva ucraniana y contraofensiva separatista
Continuaron los bombardeos del ejército ucraniano sobre Donetsk y el 29 de agosto los milicianos derribaron 4 aviones de ataque a tierra Su-25, dos de ellos sobre Donetsk, uno en Voikovo y otro en Merezhki, y destruyeron 20 unidades de blindados y unidades de transporte de la Guardia Nacional. La artillería de las milicias de Donetsk atacó las posiciones ucranianas en Zhdanivka, destruyendo un tanque de guerra y varios vehículos ucranianos. Las milicias de Lugansk lograron el completo control de las localidades de Novosvitlivka y Jriashuvate, y se enfrentaron las tropas ucranianas en Metalist. El día siguiente, estas milicias tomaron las localidades de Oríjivka, Sholkovaia y Protoka. El día siguiente, las autodefensas de Donetsk lograron avanzar hacia el norte y cerrar completamente el cerco a las tropas ucranianas acantonadas en el aeropuerto de la ciudad. También el 31 de agosto, las autodefensas de Lugansk tomaron el aeropuerto de esa ciudad, así como la localidad de Georgiivka.

#### El Protocolo de Minsk y su fracaso

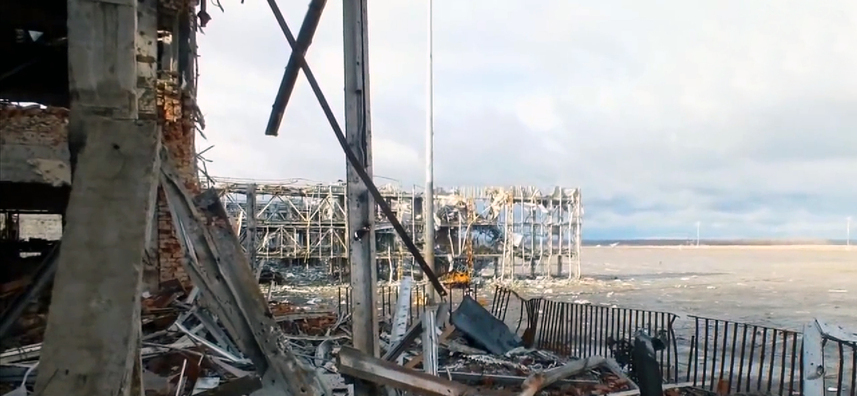
Aeropuerto Internacional de Donetsk.

Batalla en el Aeropuerto de Donetsk
La segunda batalla del Aeropuerto Internacional de Donetsk comenzó el 28 de septiembre de 2014. Una batalla anterior en mayo de 2014 había dejado al Aeropuerto Internacional Serguéi Prokófiev bajo control ucraniano. A pesar de un acuerdo de alto al fuego, el Protocolo de Minsk, en vigor a partir del 5 de septiembre de 2014, estallaron enfrentamientos entre las fuerzas de la República Popular de Donetsk afiliadas a Rusia y las fuerzas armadas y voluntarias de Ucrania.

#### Elecciones generales de Dombás y combates
El 2 de noviembre de 2014, se celebraron elecciones generales en las Repúblicas Populares de Donetsk y de Lugansk —en ese momento confederadas en la Nueva Rusia—. Como resultado de la guerra en el este de Ucrania iniciada el mismo año, estas entidades no reconocidas internacionalmente controlan de facto partes de las regiones de Donetsk y de Lugansk en la región del Dombás. Las elecciones, las primeras de su tipo desde el establecimiento de ambas repúblicas, se llevaron a cabo para elegir a sus órganos ejecutivos y parlamentos. En la República Popular de Donetsk, el actual líder Aleksandr Zajárchenko ganó el puesto de jefe de Estado de la República Popular de Donetsk, y su partido República de Donetsk ganó la mayoría en el parlamento. En la República Popular de Lugansk, el actual líder Ígor Plótnitski ganó el puesto de jefe de Estado, mientras su partido Paz para la Región de Lugansk ganó una mayoría en el parlamento.

#### Tregua de Minsk II
Minsk II es el nombre del acuerdo, firmado el 12 de febrero de 2015, en el que los gobernantes de Alemania, Francia, Rusia y Ucrania buscaron aliviar la guerra del Donbás. La conferencia que llevaron a cabo, supervisada por la Organización para la Seguridad y la Cooperación en Europa (OSCE), fue organizada como respuesta al fracaso del primer cese de fuego. Algunas de las medidas acordadas incluían un alto el fuego incondicional para ser observado por la OSCE, a partir del 15 de febrero, la retirada de las armas pesadas del frente de combate, la liberación de los prisioneros de guerra, y la reforma constitucional en Ucrania.
Los sucesivos intentos de resolver la guerra del Donbás no tuvieron resultados hasta el inicio del mes de febrero de 2015.
Si bien el Protocolo de Minsk del 5 de septiembre de 2014 redujo significativamente los combates en la zona de conflicto durante varios meses, pequeñas escaramuzas continuaron. Al principio de enero de 2015, el conflicto entre las fuerzas separatistas de la República Popular de Donetsk (RPD), la República Popular de Lugansk (RPL) y las fuerzas ucranianas se intensificó, lo que resultó en el colapso total del alto el fuego acordado en el Protocolo de Minsk.
El 21 de enero de 2015, después de intensos combates, el simbólicamente importante Aeropuerto Internacional de Donetsk fue capturado por las fuerzas de la RPD. El aeropuerto era la última parte de la ciudad de Donetsk que había estado bajo el control de Ucrania. Tras esta victoria, las fuerzas separatistas pulsaron su ofensiva en el importante nudo ferroviario y de carreteras de Debáltsevo a finales de enero. La reanudación de estos intensos combates causó gran preocupación en la comunidad internacional. 
El 14 de febrero de 2015, horas antes del inicio de la nueva tregua de Minsk II, el área de Debáltsevo sufrió importantes combates y la guerra se aproximaba nuevamente más a las alrededores de Mariúpol.
Dos días después, el presidente de la República Popular del Donetsk, Aleksandr Zajárchenko, recibió un disparo durante una batalla contra las fuerzas ucranianas en el centro de Debáltsevo. La batalla se desarrollaba en las calles centrales de la ciudad.

### Entre 2016 y 2019
En febrero de 2016, se registraron cuatro personas muertas en un puesto de acceso a la República Popular de Donetsk (RPD), y un soldado ucraniano muerto en Avdiivka, en ambos casos a causa de una mina.
Del 20 al 24 de noviembre de 2017, se produce un golpe interno de Luhansk. El ministro del Interior de Lugansk, Ígor Kornet, y el líder del Servicio Secreto de Lugansk, Leonid Pásechnik, apoyados por la RPD y posiblemente por Rusia, hacen que el autoproclamado presidente Ígor Plotnitski huya para refugiarse en Moscú. Aprovechando la división entre las facciones separatistas, el ejército ucraniano recuperó tres aldeas y alturas estratégicas cerca de Debáltseve. Además, el 24 de noviembre, una tropa táctica ucraniana reconquistó las localidades de Trávneve y Hladósove, que habían estado ubicadas desde 2015 en la tierra de nadie al norte del bastión separatista de Hórlivka.
A medida que se llevó la campaña a las elecciones presidenciales de Ucrania de 2019, el alto el fuego se violó a diario, causando muertes regulares al menos en ambas filas. La situación pesaba sobre el expresidente ucraniano, Petró Poroshenko (2014-2019), candidato para su propia reelección, que se encontraba muy alejado en la primera ronda de su competidor Volodímir Zelenski, quien luego fue electo. Entre tanto, el gobierno ruso simplificó el acceso a la nacionalidad rusa para los habitantes de Dombás. La comunidad internacional señaló el hecho como "presión diplomática".
Batalla de Avdéyevka

## Bajas
| Según la ONU         | Según la ONU | Según la ONU  |
|                      | Muertos      | Heridos       |
| -------------------- | ------------ | ------------- |
| Total                | 14 400       | 37-39 000     |
| Civiles              | 3404         | 7000–9000     |
| Fuerzas ucranianas   | 4400         | 13 800–14 200 |
| Fuerzas separatistas | 6500         | 15 800-16 200 |

| Muertes por regiones (año de estimación) | Muertes por regiones (año de estimación) | Muertes por regiones (año de estimación) |
| ---------------------------------------- | ---------------------------------------- | ---------------------------------------- |
| Donetsk                                  | 2420                                     | OCHA (2015)                              |
| Luhansk                                  | 1185                                     | OCHA (2015)                              |
| Donetsk                                  | 5042                                     | DPR(2021)                                |
| Luhansk                                  | 1700–2000                                | LPR                                      |

En enero de 2022 el Alto Comisionado de las Naciones Unidas para los Derechos Humanos estimó en aproximadamente 14 400 el número de muertes durante la guerra del Dombás iniciada el 6 de abril de 2014. Por su parte, el gobierno ucraniano considera que 14 000 personas fueron asesinadas hasta el 13 de mayo de 2021, ello teniendo en cuenta que la cifra oficial de bajas de militares ucranianos varió ampliamente debido a que el ejército ucraniano las subestimó. Varios funcionarios médicos informaron de que estaban desbordados por el drástico número de bajas. Finalmente, el Ministerio de Defensa ucraniano declaró que las cifras registradas por el Museo Nacional de Historia Militar eran las oficiales, aunque todavía incompletas, con 4629 muertos (4490 identificados y 139 sin identificar) catalogados hasta el 1 de diciembre de 2021.

## Crímenes de guerra y violaciones de los Derechos Humanos
A mediados de mayo de 2014, la Organización de las Naciones Unidas (ONU) publicó un informe en el que observaba un «deterioro alarmante» de los derechos humanos en el territorio controlado por insurgentes. La ONU informó de una creciente falta de ley en la región, documentando casos de asesinatos selectivos, tortura y secuestros, llevados a cabo principalmente por las fuerzas de la República Popular de Donetsk. También informó de amenazas, ataques y secuestros de periodistas y observadores internacionales, así como palizas y ataques contra simpatizantes de la unidad ucraniana. En respuesta, Rusia condenó el informe de la ONU, afirmando que ignoraba los abusos cometidos por el gobierno ucraniano y acusando a sus autores de seguir «órdenes políticas» para encubrir a los nuevos líderes ucranianos pro-occidentales.
En mayo de 2014, la Misión de Observación de Derechos Humanos las Naciones Unidas denunció detenciones ilegales, secuestros e intimidación de funcionarios electorales, y pidió una acción urgente para evitar una guerra similar a la de Yugoslavia. También advirtió de una crisis humanitaria debido al corte de los servicios sociales en la región, y un éxodo de personas de las zonas afectadas. Dijo que Donetsk estaba «al borde del colapso de sus servicios sociales» debido a la escasez de los suministros cruciales, incluyendo medicinas como la insulina. El Primer Ministro Arseni Yatseniuk habló también de la escasez de medicinas.
El 23 de julio, el Comité Internacional de la Cruz Roja, basado en Ginebra, dijo que consideraba que Ucrania estaba en un estado de guerra civil. Esta clasificación oficial significa que los participantes en los combates entre las fuerzas gubernamentales y los separatistas prorrusos en el este de Ucrania, podrían en el futuro ser procesados por crímenes de guerra en los tribunales internacionales". El 24 de julio, Human Rights Watch acusó a las fuerzas del gobierno de Ucrania así como los batallones de voluntarios pro-gubernamentales de ser responsables por ataques indiscriminados con lanzacohetes múltiples "Grad" (cohetes imprecisos y no guiados) contra zonas civiles, afirmando que "El uso indiscriminado de cohetes en zonas pobladas viola el derecho internacional humanitario, o las leyes de la guerra, y puede ascender a crímenes de guerra. Aunque el gobierno de Ucrania niega el uso de cohetes Grad, una investigación de Human Rights Watch descubrió que tanto el gobierno como las fuerzas separatistas han utilizado este sistema de cohetes en y alrededor de Donetsk.

### Refugiados
La guerra ha provocado miles de desplazados internos en Ucrania, y refugiados en Rusia. Los desplazados internos se han dirigido a zonas centrales y occidentales del país, como el Óblast de Poltava. Sobre 2 000 familias de Donetsk y Lugansk se han refugiado en la ciudad de Odesa, en el sur de Ucrania. El 16 de junio la ONU estimó en entre 19 000 y 34 000 los desplazados internos en Ucrania.
Por su parte, Rusia desplegó más de 200 puntos de recepción temporal de refugiados, en los que el 20 de junio había 9 700 personas, incluyendo 5 300 niños. Alrededor de 12 000 permanecían en los domicilios de sus familiares y conocidos. Alrededor de esta fecha sólo al óblast de Rostov llegaban unos 10 000 ucranianos diariamente, sumando a los 400 000 ucranianos que llegaron y permanecieron en Rusia desde principios de 2014, principalmente desde marzo. 1 000 personas solicitaron el estatus de refugiado, y 6 000 solicitaron refugio temporal por causas humanitarias. Otros refugiados de Lugansk se han dirigido a Rusia durante la tregua declarada el 23 de junio y efectiva hasta el 27.
El 4 de julio, el vice primer ministro de Rusia Dmitri Kózak cifró en 100 000 el número de peticiones del estatus de refugiado por parte de los desplazados ucranianos. El número de ciudadanos ucranianos residentes en Rusia era de 1,9 millones de personas, comparado con 1,1 millones en las mismas fechas del año 2013.
Según Alekséi Begún del Departamento de Ciudadanía e Inmigración de Bielorrusia, para el 28 de octubre han llegado cerca de 30 000 ciudadanos ucranianos a su país y precisó que se trata sólo de los refugiados del este de Ucrania y el número de ucranianos que llegan a Bielorrusia es mucho mayor. Además que 150 ucranianos recibieron el estatus de refugiados y más de 400 han pedido la ciudadanía.

Entre tanto, Rusia confirmó que el 4 de junio de 2014 8 386 refugiados ucranianos llegaron al óblast de Rostov, una región rusa limítrofe con los óblast ucranianos de Donetsk y Lugansk, por lo que el gobernador del óblast de Rostov declaró el estado de emergencia en los distritos y ciudades limítrofes.

### Secuestro y tortura de personas por militantes prorrusos
Cuando las operaciones militares tuvieron lugar sólo en el este del país, uno de los primeros casos registrados de tortura de prisioneros de guerra en Ucrania fue el incidente del 7 de octubre de 2014 en la ciudad de Zugres (Óblast de Donetsk), cuando el ucraniano Ihor Kojoma, de 53 años, que intentó sacar a su esposa del territorio ocupado, fue atado a una columna por los rusos y los separatistas locales y torturado durante varias horas. Un caso similar ocurrió con una residente de la región de Donetsk, Iryna Dovgan (civil), que fue torturada públicamente debido a su posición proucraniana.

## Bloqueo informativo
En 2014, bajo amenaza de revocación de licencias, Ucrania prohibió a sus proveedores de televisión retransmitir una serie de canales de televisión rusos por «poner en peligro la seguridad informativa del país». El Ministerio de Asuntos Exteriores ruso calificó este hecho de violación de la libertad de prensa. Al mismo tiempo diversos medios y políticos acusaron a los medios ucranianos de «desinformación» y «manipulación psicológica» de los ucranianos.
En abril de 2014, el presidente de Ucrania, Oleksandr Turchínov, anunció el comienzo de una "Operación Anti-Terrorista" contra los separatistas del este de Ucrania. La operación degeneró en el conflicto que se conoce internacionalmente como la guerra del Donbás.

## Reacciones
Numerosos observadores han pedido tanto al gobierno ucraniano como a los insurgentes que busquen la paz y reduzcan las tensiones en Donetsk y Lugansk.
Durante la primera fase de la guerra
- Estados Unidos

Horas después de que el Gobierno ruso anunciara el inicio de maniobras militares en la frontera con Ucrania, John Kerry alertó el 25 de abril de que «si Rusia sigue en esta dirección, no sólo habrá cometido un error grave, sino un error caro». Agregó que «si el presidente Putin y Rusia afrontan una decisión. Si Rusia elige el camino de la reducción de tensiones, la comunidad internacional, todos nosotros, lo celebraremos. Si no, el mundo se asegurará de que los costes para Rusia sólo crezcan».
La embajadora estadounidense ante la ONU, Samantha Power, insistió en que si Rusia no actuaba para rebajar la tensión en el este de Ucrania, «habrá un aumento de las sanciones» a funcionarios rusos, considerando que los movimientos prorrusos presentan «todos los rasgos de una implicación de Moscú». También opinó que los sucesos en Donetsk comparten «las mismas señales» que el caso de Crimea, con la anexión a Rusia a través de un referéndum.
Tras la reunión celebrada en Ginebra donde participó Kerry, Barack Obama afirmó que si Rusia «no cumple con su parte del trato», Estados Unidos aplicará nuevas sanciones. El embajador estadounidense en Ucrania, Geoffrey R. Pyatt, caracterizó a los militantes prorrusos como «terroristas».
El 2 de mayo, Obama en una reunión con la canciller alemana dijo que «el señor Putin no tiene legitimidad para violar la soberanía de Ucrania. Puede hacer sugerencias porque tiene intereses legítimos en sus vecinos, pero los ucranianos no pueden aceptar ser un apéndice de Rusia y que el Kremlin tenga poder de veto sobre sus decisiones». Afirmó que ambos países están decididos a imponer sanciones coordinadas a Rusia y que «naves alemanas se están incorporando a las operaciones de patrullaje en el mar Báltico». Además dijo que las fuerzas ucranianas «avanzan para restablecer el orden en el este» y que «es obvio que los insurgentes están siendo apoyados por Moscú, que tiene que usar su influencia para que se desarmen y dejen de provocar violencia». También Obama mostró su indignación por el secuestro de los observadores de la OSCE y pidió el diálogo diplomático para resolver el conflicto.

- Unión Europea

El 23 de abril, el portavoz de la jefa de la Diplomacia de la Unión Europea pidió a las autoridades ucranianas «evitar la violencia a la hora de defender su soberanía e integridad territorial, para no agravar la situación». Además, agregó que Bruselas no duda de la intención de Kiev de cumplir el pacto de Ginebra.

- Rusia — El 1 de marzo, en el marco de las protestas prorrusas en Ucrania de 2014 que precedieron a los combates, el Senado ruso aprobó por unanimidad la posibilidad del uso del Ejército en Ucrania.[214] El 12 de abril, durante una conversación telefónica con su homólogo ucraniano, Andréi Deschitsa, el canciller ruso, Serguéi Lavrov, señaló que «no hay agentes rusos en Ucrania» y que Moscú «considera inaceptable que Kiev amenace con asaltar los edificios ocupados por manifestantes en Donetsk y Lugansk». Lavrov también instó al gobierno ucraniano a «apostar por el diálogo y tomar en consideración las demandas legítimas de las regiones del sureste de Ucrania, incluyendo la participación de las mismas en la reforma constitucional».[215]

El 18 de marzo, el presidente ruso Vladímir Putin declaró en un discurso televisado frente a ambas cámaras del Parlamento que su país no quería una «Ucrania dividida» y que «siempre protegería a los millones de hablantes de la lengua rusa en ese país». También dijo que el gobierno ucraniano era «ilegítimo y bajo el control de los radicales» y que nacionalistas acusados de ser neonazis, rusófobos y antisemitas estaban detrás del «golpe de estado» en Ucrania. También habló sobre la votación de la Rada Suprema del 23 de febrero de 2014 que derogó una ley sobre política lingüística dirigida a las lenguas minoritarias, diciendo que se «violó directamente los derechos de las minorías nacionales».
El 8 de abril el ministro de exteriores ruso, Serguéi Lavrov emitió un comunicado llamando a «a cesar inmediatamente todo preparativo militar, que tiene el riesgo de desencadenar una guerra civil», afirmando que en las operaciones participaban «alrededor de 150 especialistas estadounidenses del grupo militar privado Greystone». El gobierno ruso culpó a la Unión Europea y a Estados Unidos de «desestabilizar Ucrania» y afirmó que Rusia estaba haciendo «todo lo posible para promover la pronta estabilización en Ucrania».
Lavrov acusó a las autoridades ucranianas de «culpar» al gobierno ruso por todos sus problemas, y afirmó que «los ucranianos quieren obtener una respuesta clara de Kiev a todas sus preguntas. Es hora de escuchar estas demandas legales». Asimismo, declaró que estaba «observando cuidadosamente» los acontecimientos en el este y el sur de Ucrania, y pidió una reforma constitucional «real que convertiría a Ucrania en una federación». También afirmó que Rusia no planeaba «en ningún caso» anexionarse las regiones del sureste de Ucrania porque ello contravenía «los intereses de la Federación Rusa». El 12 de abril, durante una conversación telefónica con su homólogo ucraniano, Lavrov señaló que no había agentes rusos en Ucrania y que consideraba inaceptable que Kiev amenazara con «asaltar los edificios ocupados por manifestantes en Donetsk y Lugansk». También instó al gobierno ucraniano a «apostar por el diálogo y tomar en consideración las demandas legítimas de las regiones del sureste de Ucrania, incluyendo la participación de las mismas en la reforma constitucional».
El 13 de abril, un portavoz del Ministerio de Asuntos Exteriores anunció que Rusia consideraba «urgente» una reunión del Consejo de Seguridad de las Naciones Unidas dedicada a la crisis en el sudeste de Ucrania para evitar un conflicto armado.
El presidente ruso Vladímir Putin, el 15 de abril en una conversación telefónica con la canciller alemana, Angela Merkel, señaló que la escalada del conflicto en Ucrania llevará al país «al borde de un conflicto armado». Según el mandatario ruso, el empeoramiento de la crisis en Ucrania fue resultado de las políticas «irresponsables» de Kiev, «que hace caso omiso a los derechos e intereses legítimos de los ciudadanos ucranianos de habla rusa».
El presidente Putin en su programa anual Línea directa afirmó que «Rusia y Ucrania siempre serán vecinos. Rusia durante muchos años ha prestado ayuda multimillonaria a Ucrania» y reiteró que los dos países podrán llegar a un entendimiento mutuo a través del diálogo. También dijo que el gobierno ucraniano «en lugar de tratar de dialogar, enviaron tanques y aviones contra los civiles» y afirmó que en la zona no hay servicios especiales rusos sino que los manifestantes son ciudadanos locales.
Putin advirtió de que su país no reconocería los resultados de las elecciones presidenciales de Ucrania si se continúan con agresiones a los candidatos representantes de las regiones orientales. Según él, «para que las elecciones sean legítimas habría que cambiar la Constitución, porque en su formulación actual no permite convocar elecciones mientras exista un presidente en el cargo».
El 1 de mayo, Putin pidió la retirada de las fuerzas militares ucranianas del sureste de Ucrania y propuso el comienzo de un diálogo nacional para resolver la crisis.
El 3 de mayo el ministro de cultura de Rusia Vladímir Medinski sugirió denominar a los federalistas y activistas prorrusos como «combatientes de la Resistencia antifascista».
El 17 de mayo el Ministerio de Asuntos Exteriores de Ucrania envió a una nota al gobierno ruso, en la que propone llevar a cabo «un conjunto de medidas mutuas en la frontera entre ambos países y las zonas limítrofes con el fin de estabilizar la situación». Rusia estudiará la propuesta, según su viceministro de Asuntos Exteriores.
Durante una conversación telefónica, el 18 de mayo, los ministros de Exteriores de Alemania y Rusia, Frank-Walter Steinmeier y Serguéi Lavrov, expresaron su preocupación por la continua violencia en el este de Ucrania, manifestaron inquietud por los continuos enfrentamientos, coincidieron en la necesidad de reducir urgentemente la tensión.
El 24 de junio, Putin propuso al Consejo de la Federación que revocara la disposición especial que le permite enviar tropas a Ucrania (aprobada el 1 de marzo).
-  República de Crimea — El vice primer ministro crimeo, Rustam Temirgalíev, expresó la esperanza de que la región de Donetsk (así como otras regiones del sudeste ucraniano) formaran una Federación de Ucrania y se unieran al Estado de la Unión.

- Organización de las Naciones Unidas

La resolución 68/262 de la Asamblea General de las Naciones Unidas (llamada Integridad territorial de Ucrania) fue aprobada el 27 de marzo de 2014 en respuesta a la crisis de Crimea. Aprobada por 100 países, la resolución afirmó el compromiso de las Naciones Unidas para reconocer a Crimea como parte de Ucrania, rechazando el referéndum sobre el estatus político.

## Despliegue de tropas en países de la OTAN

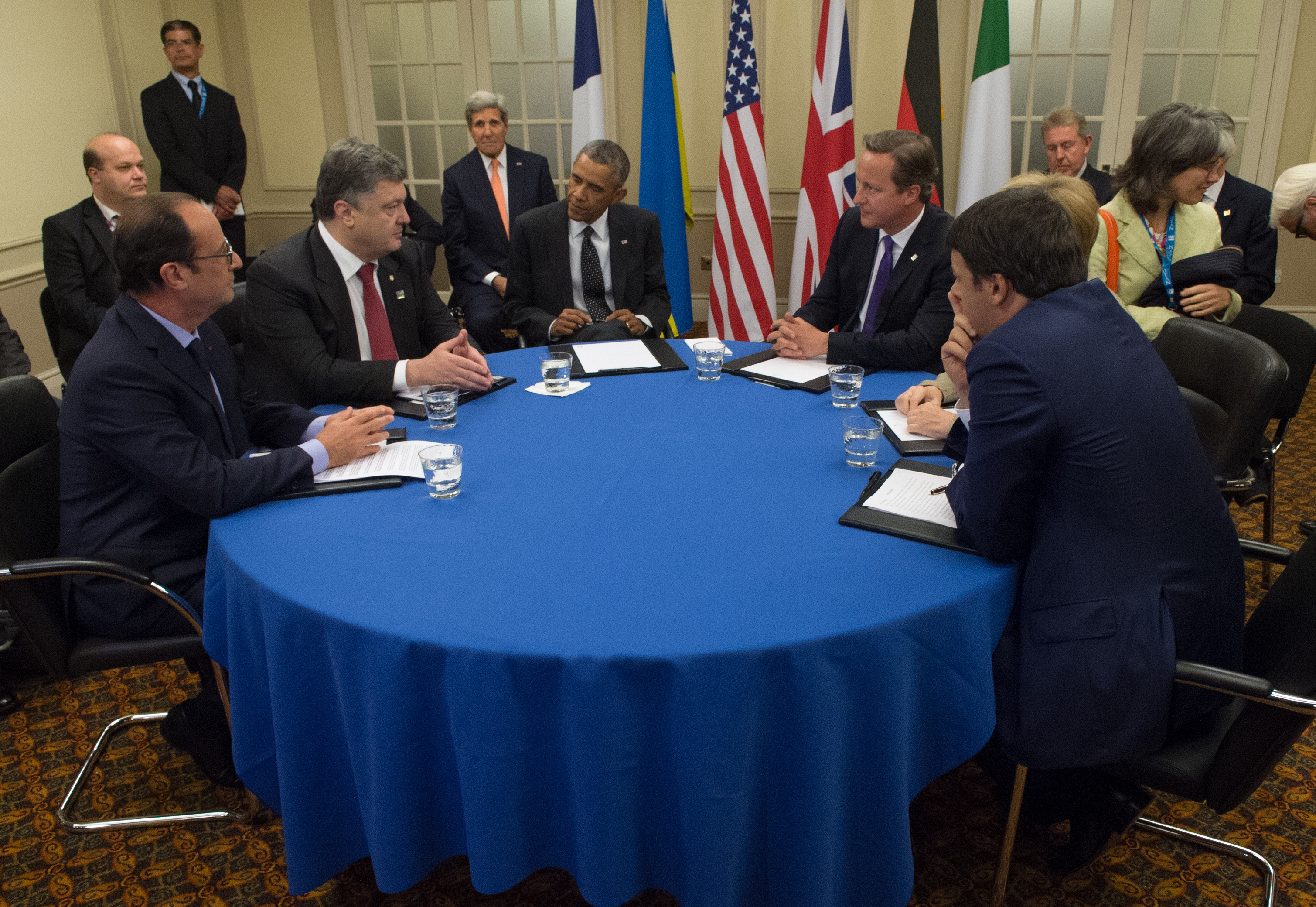
Cumbre de Newport de 2014, el 5 de septiembre.

El 19 de abril de 2014, el ministro de Defensa polaco anunció que Estados Unidos desplegaría sus tropas en Polonia en respuesta al «despliegue ruso» en el este de Ucrania. El 2 de mayo, una flotilla de buques dragaminas de la OTAN llegó a Klaipeda, en Lituania, para «fortalecer» las fuerzas en la región en respuesta a la crisis ucraniana. El Ministerio de Defensa de dicho país informó que «esta visita del grupo de dragaminas a la zona del mar Báltico tiene como objetivo garantizar la seguridad marítima en la región y la disponibilidad de la OTAN para responder a cualquier incidente». La flotilla está compuesta por cinco embarcaciones de Noruega, Países Bajos, Bélgica y Estonia y llevarán a cabo en aguas territoriales de Letonia entrenamientos entre el 9 y 22 de mayo. Al mismo tiempo, partieron hacia Estonia una unidad británica de infantería compuesta por 100 efectivos. Además, la primera ministra de Letonia, Laimdota Straujuma, dijo que le gustaría ver efectivos de las Fuerzas Armadas estadounidenses en una base permanente en el territorio de su país, siendo justificadas por la situación en Ucrania. Anteriormente, la OTAN ya había intensificado patrullas de «policía aérea» en los países bálticos, Polonia y Rumanía, por la situación en Ucrania.

## Consecuencias

### Invasión rusa de Ucrania de 2022
La invasión rusa a Ucrania, también conocida como la guerra de Ucrania, iniciada el 24 de febrero de 2022, constituye una escalada de la guerra ruso-ucraniana que comenzó tras los sucesos del Euromaidán en 2014. Se trata del mayor conflicto militar convencional en Europa desde la Segunda Guerra Mundial. La cifra precisa de víctimas se desconoce; se estima que hasta mediados de 2025, había causado la muerte de más de 15 000 civiles ucranianos y más de 200 000 soldados entre ambos bandos. Los combates también han generado la mayor crisis de refugiados en el continente desde la Segunda Guerra Mundial: más de 7,3 millones de ucranianos han abandonado el país y más de 7,1 millones se han desplazado internamente. Además, la guerra ha causado daño ambiental significativo y ha puesto en peligro la disponibilidad de alimentos a nivel mundial.
La invasión estuvo precedida por una concentración militar rusa en las fronteras de Ucrania, que dio comienzo a mediados de 2021. Durante este periodo de tensión diplomática, el presidente ruso Vladímir Putin criticó la ampliación de la OTAN posterior a 1997 mientras negaba repetidamente que Rusia tuviera planes de invadir Ucrania. No obstante, el 21 de febrero siguiente, Rusia reconoció a la República Popular de Donetsk y a la República Popular de Lugansk, dos estados autoproclamados en la región de Dombás, al este de Ucrania, y envió tropas a esos territorios. Al día siguiente, el Consejo de la Federación de Rusia autorizó por unanimidad a Putin a utilizar la fuerza militar fuera de las fronteras de Rusia. El 24 de febrero, Putin anunció —en un mensaje televisado— una «operación militar especial» en las provincias de Donetsk y Lugansk; los misiles empezaron a impactar en diversos puntos de Ucrania, mientras las fuerzas terrestres rusas cruzaban la frontera, dando inicio a múltiples ofensivas.
En los frentes sur y sureste, los rusos tomaron Jersón en marzo de 2022 y Mariúpol el mes siguiente, mientras abandonaron la campaña de Ucrania central y lanzaron una renovada batalla del Dombás. Las fuerzas rusas continuaron bombardeando objetivos militares y civiles lejos de la línea del frente, incluida la red de energía durante el invierno. A fines de 2022, Ucrania retomó territorios mediante contraofensivas en el sur y el este. Poco después, Rusia anunció la anexión de cuatro provincias parcialmente ocupadas tras realizar referéndums criticados por la comunidad internacional. En noviembre, Ucrania retomó partes del Óblast de Jersón. En febrero de 2023, Rusia movilizó a cerca de doscientos mil soldados para una nueva ofensiva en el Dombás. En junio de 2023, Ucrania lanzó otra contraofensiva en el sureste que no logró ninguno de sus objetivos, a la par que Rusia sufría una rebelión por parte del grupo mercenario Wagner. En agosto de 2024, Ucrania llevó a cabo una incursión en el óblast ruso de Kursk, aunque las fuerzas rusas y norcoreanas recuperaron el territorio conquistado en cuestión de meses.
La invasión fue condenada por una parte importante de la comunidad internacional. La Asamblea General de las Naciones Unidas aprobó la Resolución ES-11/1 condenando la invasión y exigiendo la retirada total de Rusia. La Corte Internacional de Justicia ordenó a Rusia suspender las operaciones militares tras no encontrar evidencia que respaldase las acusaciones rusas a Ucrania de genocidio en el Dombás, y el Consejo de Europa expulsó al país. Numerosos gobiernos occidentales, entre los que destacan la Unión Europea y los Estados Unidos, impusieron sanciones a Rusia y su aliado Bielorrusia, y proporcionaron ayuda humanitaria, económica y militar a Ucrania. Más de mil empresas abandonaron Rusia y Bielorrusia en respuesta a la invasión. La Corte Penal Internacional (CPI) abrió una investigación sobre posibles crímenes contra la humanidad, crímenes de guerra, secuestro de niños y genocidio, emitiendo una orden de arresto contra Putin en marzo de 2023.

#### Anexión del sudeste de Ucrania por Rusia

Anexión del sudeste de Ucrania por Rusia.

La anexión de Donetsk, Lugansk, Jersón y Zaporiyia a Rusia es el proceso de incorporación de las autoproclamadas Repúblicas Populares de Donetsk y Lugansk, y los óblasts de Jersón y Zaporiyia —cuatro óblast (regiones) de Ucrania parcialmente ocupadas durante la invasión rusa de 2022— como sujetos federales de la Federación de Rusia. Ninguna de las provincias estaba totalmente bajo control ruso en el momento de la declaración, ni desde entonces. Aún limitándose a las áreas que entonces estaban bajo control ruso (unos 90 000 kilómetros cuadrados o el 15 % del territorio de Ucrania), la anexión es la mayor en Europa desde la Segunda Guerra Mundial.  
La anexión se produjo después de que días antes se celebraran referendos no reconocidos internacionalmente, organizados por las autoridades de ocupación rusas en territorios donde las hostilidades estaban en curso y gran parte de la población había huido.  Ocurrió siete meses después del inicio de la invasión y menos de un mes después del inicio de la contraofensiva ucraniana en Járkov. La ceremonia de firma se llevó a cabo en el Gran Palacio del Kremlin en Moscú en presencia de los jefes de las autoridades de ocupación Leonid Pásechnik, Denís Pushilin, Yevgueni Bálitski y Volodímir Saldo, y el presidente ruso Vladímir Putin. 

### Descomunización en Ucrania
La descomunización en Ucrania comenzó después de la disolución de la Unión Soviética. Se formalizó en abril de 2015, en el contexto de la guerra ruso-ucraniana, cuando el gobierno de Ucrania aprobó las leyes de descomunización que proscribieron los símbolos comunistas.
El 15 de mayo de 2015, el presidente de Ucrania Petró Poroshenko firmó un conjunto de leyes que iniciaron un período de seis meses para la eliminación de monumentos comunistas (excluidos los monumentos de la Segunda Guerra Mundial) y el cambio de nombre de lugares públicos con nombres de temas relacionados con el comunismo. En ese momento, esto significaba que se establecieron 22 ciudades y 44 aldeas para obtener un nuevo nombre. Hasta el 21 de noviembre de 2015, los gobiernos municipales tenían la autoridad para implementar esto; si no lo hacían, las autoridades provinciales de Ucrania tenían hasta el 21 de mayo de 2016 para cambiar los nombres. Si después de esa fecha el asentamiento hubiera conservado su antiguo nombre, el Gabinete de Ministros de Ucrania ejercería la autoridad para asignar un nuevo nombre al lugar. En 2016, se cambiaron de nombre 51 493 calles y 987 ciudades y pueblos, y se eliminaron 1320 monumentos de Lenin y 1069 monumentos a otras figuras comunistas.
La violación de la ley conlleva una pena de una posible prohibición en los medios de comunicación y penas de prisión de cinco años.
El 24 de julio de 2015, el Ministerio del Interior de Ucrania despojó al Partido Comunista de Ucrania, al Partido Comunista de Ucrania (renovado) y al Partido Comunista de Trabajadores y Campesinos de su derecho a participar en las elecciones, y afirmó que continuaba con las acciones judiciales que comenzaron en julio de 2014 para poner fin al registro de Partidos comunistas de Ucrania. El 16 de diciembre de 2015 estos tres partidos estaban prohibidos en Ucrania; sin embargo, el Partido Comunista de Ucrania apeló la prohibición, lo que significó que la decisión del tribunal de prohibir el partido no entró en vigor. Sin embargo, la ley de descomunización de abril de 2015 contiene una norma que permite al Ministerio de Justicia prohibir al Partido Comunista participar en las elecciones.

## Unidades militares
| Ucrania Fuerzas Armadas de Ucrania - Fuerzas Terrestres de Ucrania - 24° Batallón de Asalto Aidar - Batallones de voluntarios Ucranianos - Legión Georgiana - Batallón Dzhojar Dudáyev - Batallón Járkov - Grupo Táctico (Bielorrusia) - Armada de Ucrania - Fuerza Aérea de Ucrania - Fuerzas de Operaciones Especiales de Ucrania - Fuerzas de Defensa Territorial de Ucrania - Legión Internacional de Defensa Territorial de Ucrania (Desde febrero del 2022) Servicio de Seguridad de Ucrania - Grupo Alfa (Ucrania) (Spetsnaz del SBU) Ministerio del Interior de Ucrania - Guardia Nacional de Ucrania - Batallón Azov/Regimiento Azov - Batallón Donbás - Sector Derecho - Policía Nacional de Ucrania - Batallón Dnipro - 1 - Guardia fronteriza de Ucrania - Guardía Marítima de Ucrania - Batallón Noman Çelebicihan | Separatistas Fuerzas Armadas de Donetsk - Fuerzas Terrestres de la RPD - Brigada Sloviansk - Batallón Vostok - Batallón Svarozhich - Brigada Oplot - Ejército Ortodoxo Ruso - División Mineros - Batallón Kalmius - Batallón Sparta - Batallón Somalia - Guardia Republicana (RPD) - Brigada Pyatnashka - Batallón Diesel - Infantería naval Mariupol-Khingan - Milicia Popular de Dombás Fuerzas Independientes de la RPD - Amanecer Ortodoxo - Legión Saint Istvan - Brigada Internacional Carlos Palomino - Jovan Šević Detachment (Chetniks Serbios) Fuerzas Armadas de Lugansk - Fuerzas Terrestres de la RPL - 7ª Brigada de Fusileros Motorizados Chistyakovskaya - Batallón Zarya - Interbrigadas/La Otra Rusia - Batallón Leshiy - Batallón Batman - Compañía Rusich - Ejército del Sudeste Fuerzas Independientes de la RPL - Cosacos del Don - Guardía Nacional Cosaca - 1er Regimiento Cosaco - Brigada Prizrak - Unidad Continental - Voluntarios comunistas | Rusia Fuerzas Armadas de Rusia - Fuerzas Terrestres de Rusia - Armada de Rusia - Fuerza Aérea de Rusia - Combatientes Cosacos - Combatientes Chechenos - Guardia Nacional de Rusia - Kadirovtsi - Grupo Wagner - Unión Juventud Euroasiática - Lobos Nocturnos - Combatientes de Unidad Nacional Rusa - Paramilitares Osetios y Abjasios - Voluntarios Serbios |

## En el arte
- Donbass (película)